# Montevideo

Wappen Montevideo

Montevideo [mɔnteviˈdeːo, spanisch mɔnteβiˈðeo] ist die Haupt- und Primatstadt Uruguays. Die am Mündungstrichter des Río de la Plata liegende Metropole hat rund 1,3 Mio. Einwohner und ist das wirtschaftliche, administrative und kulturelle Zentrum des Landes.
Montevideo ist nach einer Studie die südamerikanische Stadt mit der höchsten Lebensqualität. Mercer führt Montevideo in Bezug auf die Lebensqualität in ihrer Studie aus dem Jahr 2019 an erster Stelle der lateinamerikanischen Städte und auf Position 78 weltweit.

## Geographie

### Stadtgliederung
Montevideo gliedert sich in 62 Barrios. Die Einteilung der Barrios war im Laufe der Jahrzehnte Veränderungen unterworfen; neue Barrios entstanden, andere wiederum fusionierten oder wurden zusammengefasst. Viele der heutigen Stadtteile von Montevideo, deren Flächen nicht zwingend mit denen der Barrios übereinstimmen, waren zur Zeit ihrer Entstehung geographisch eigenständige Ansiedlungen, die mit dem Wachstum der Stadt absorbiert wurden, zum Beispiel Pocitos oder Sayago. Andere bildeten sich um industrielle Pole, wie etwa die Salzfleischfabrik von Villa del Cerro oder die Gerbereien in Nuevo París. Schließlich gab es noch welche, die sich aus großen Wohnanlagen entwickelten; dazu zählen Euskal Erría in Malvín Norte und Parque Posadas im Barrio Aires Puros.

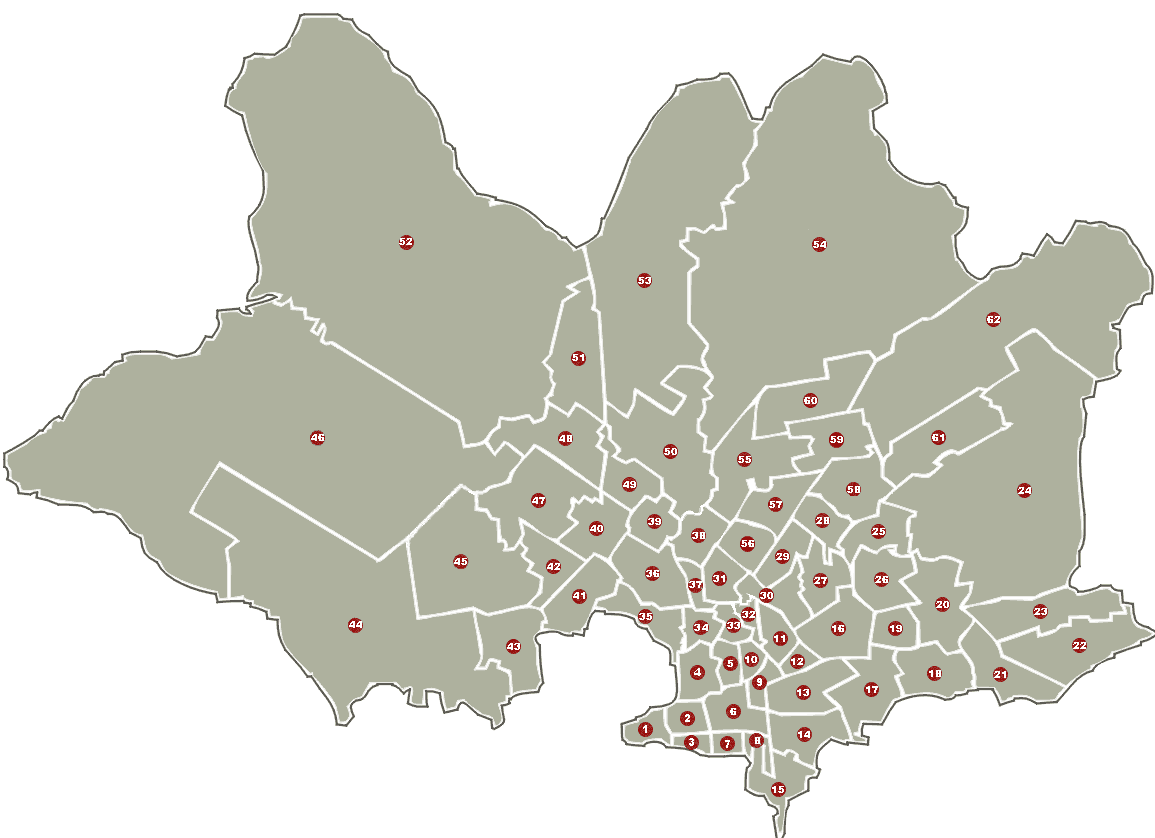
Stadtteile von Montevideo
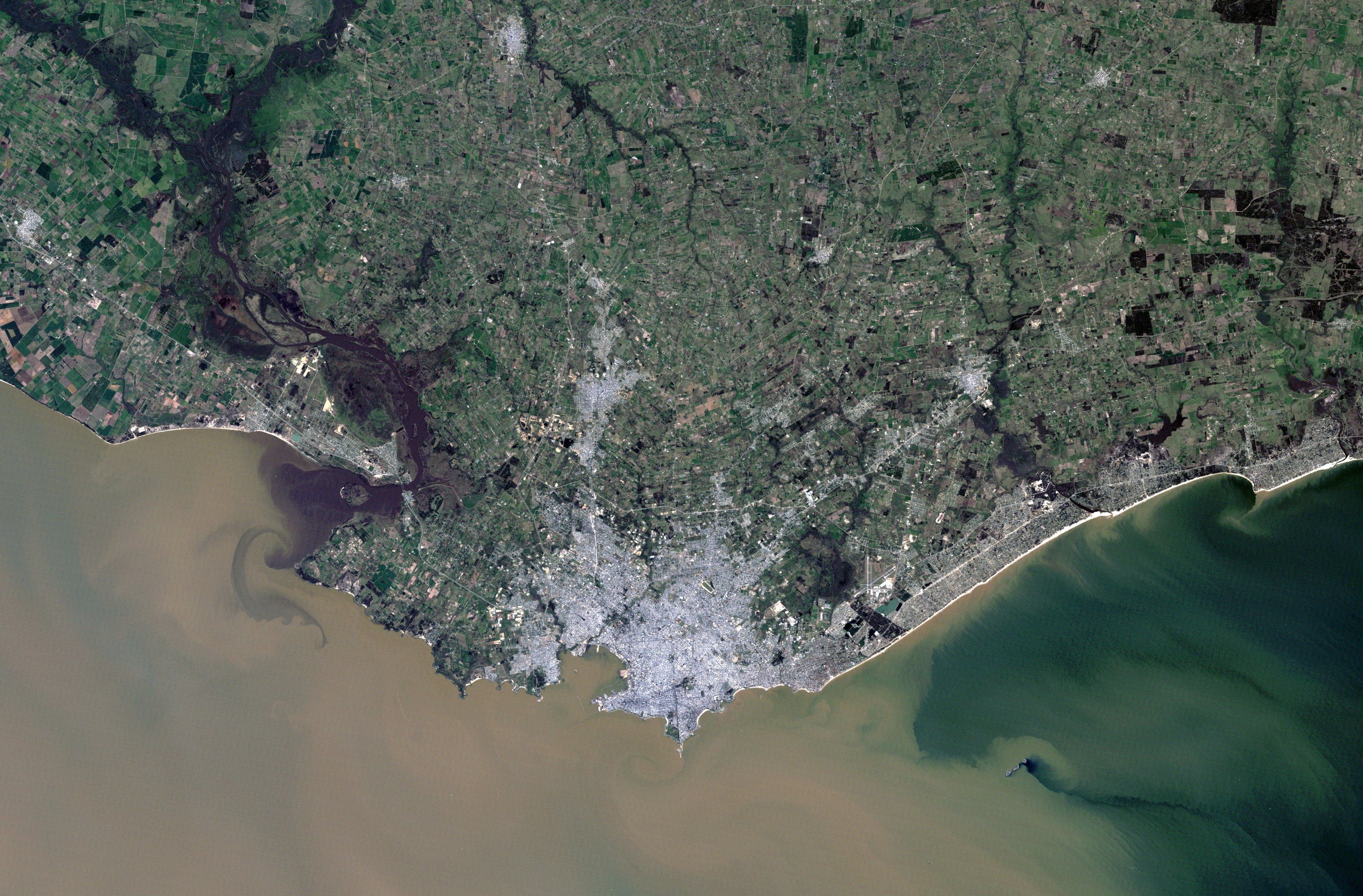
Montevideo aus dem Weltall
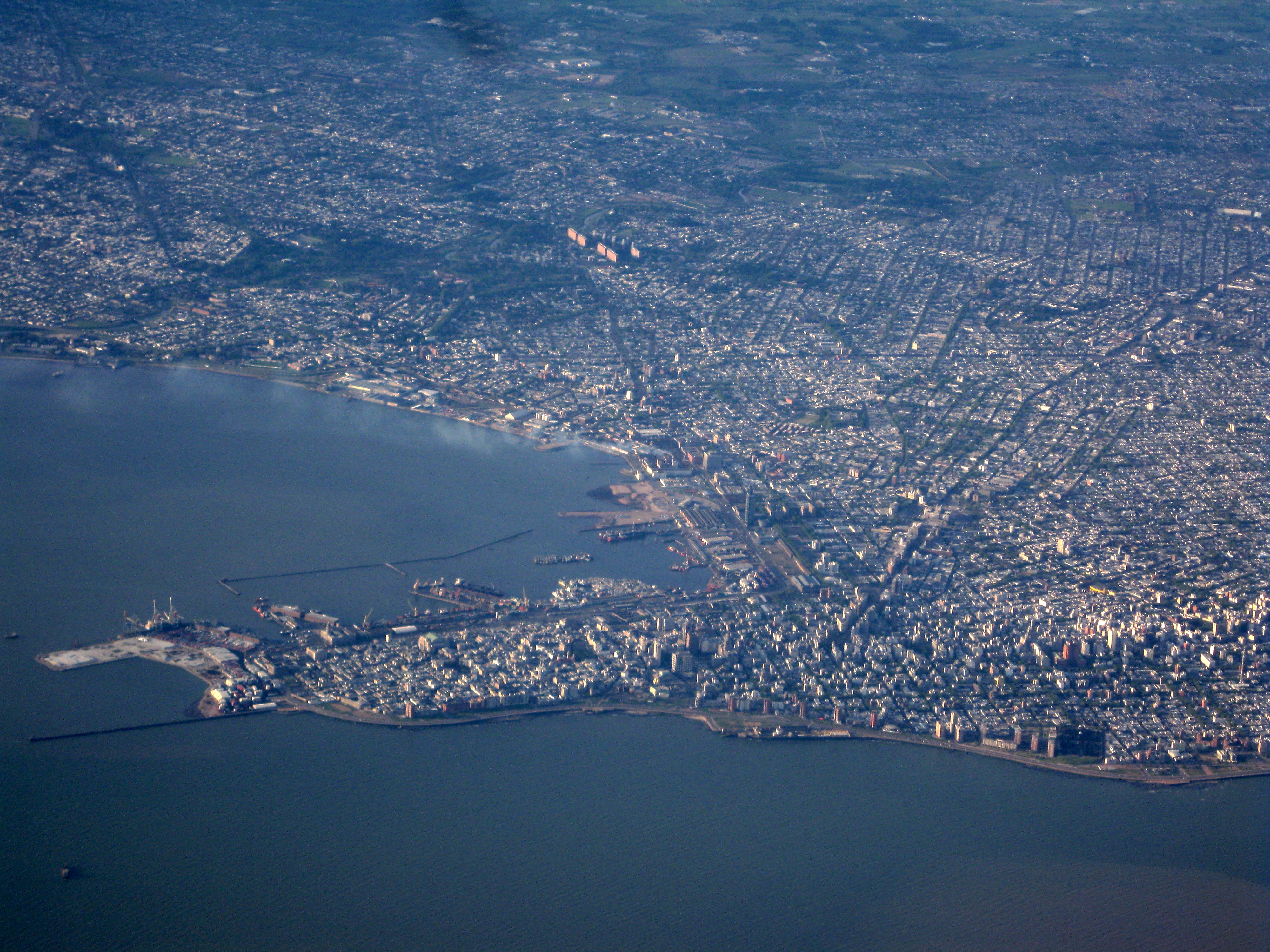
Luftaufnahme Montevideos

1. Ciudad Vieja
2. Centro
3. Barrio Sur
4. La Aguada
5. Villa Muñoz
6. Cordón
7. Palermo
8. Parque Rodó
9. Tres Cruces
10. La Comercial
11. Larrañaga
12. La Blanqueada
13. Parque Batlle, Villa Dolores
14. Pocitos
15. Punta Carretas
16. Unión
17. Buceo
18. Malvín
19. Malvín Norte
20. Las Canteras
21. Punta Gorda
22. Carrasco
23. Carrasco Norte
24. Bañados de Carrasco
25. Flor de Maroñas
26. Maroñas, Parque Guaraní
27. Villa Española
28. Ituzaingó
29. Castro Castellanos (oder Pérez Castellanos)
30. Mercado Modelo y Bolívar (Mercado Modelo und Bolívar)
31. Brazo Oriental
32. Jacinto Vera
33. La Figurita
34. Reducto
35. Capurro - Bella Vista (Capurro und Bella Vista)
36. Prado
37. Atahualpa
38. Aires Puros
39. Paso de las Duranas
40. Belvedere
41. La Teja
42. Tres Ombúes (Pueblo Victoria)
43. Cerro
44. Casabó, Pajas Blancas, Rincón del Cerro
45. La Paloma (auch: La Paloma – Tomkinson)
46. Paso de la Arena (Los Bulevares, Santiago Vázquez)
47. Nuevo París
48. Conciliación
49. Sayago
50. Peñarol (Lavalleja (40 Semanas))
51. Colón (Zentrum und Nordwesten)
52. Lezica - Melilla (Lezica, Melilla)
53. Colón Sureste – Abayubá
54. Manga - Toledo Chico
55. Casavalle (Barrio Borro)
56. Cerrito de la Victoria
57. Las Acacias
58. Jardines del Hipódromo
59. Piedras Blancas
60. Manga
61. Punta de Rieles, (auch: Punta de Rieles – Bella Italia)
62. Villa García - Manga Rural

### Klima
Montevideo befindet sich in der subtropischen Klimazone und hat nach Köppen ein feucht-subtropisches Klima (effektive Klimaklassifikation: Cfa). Es zeichnet sich durch über das Jahr gleichmäßig verteilte Niederschläge sowie milde Winter und warme Sommer aus.
Ganz Montevideo liegt im Sommer im Bereich der subtropischen Hochdruckzelle des Atlantiks, die feuchte Luft und damit Niederschläge über Uruguay bringt. Im Winter dagegen können die wandernden Tiefdruckgebiete der Westwindzonen bis zum 32. Breitengrad vordringen und somit auch bis Montevideo. Außerdem sind die Winter unangenehm feucht und windig.
Eine Besonderheit des Klimas sind die stürmischen Kaltlufteinbrüche aus dem Süden (Pamperos), die aufgrund von fehlenden Wetterbarrieren (Gebirge) zu jeder Jahreszeit zu extremem Temperaturabfall führen können. Besonders häufig dringen diese im Winter und im Frühjahr bis nach Montevideo vor. Andererseits können warme Winde aus Nordost auch sommerliche Temperaturen mit bis zu maximal 30 °C bringen. Dieses Phänomen tritt besonders häufig am Anfang des Winters auf und wird von den Einheimischen „Veranito de San Juan“ genannt. Die Jahresdurchschnittstemperatur beträgt 16,3 °C.
|                       | Jan  | Feb   | Mär   | Apr  | Mai  | Jun  | Jul  | Aug  | Sep  | Okt   | Nov  | Dez  |   |         |
| Mittl. Tagesmax. (°C) | 28,4 | 27,5  | 25,5  | 22,0 | 18,6 | 15,1 | 15,0 | 16,2 | 18,0 | 20,5  | 23,7 | 26,5 | ⌀ | 21,4    |
| Mittl. Tagesmin. (°C) | 18,0 | 17,9  | 16,2  | 12,9 | 10,2 | 7,7  | 7,2  | 7,8  | 9,1  | 11,5  | 14,2 | 16,3 | ⌀ | 12,4    |
|                       |      |       |       |      |      |      |      |      |      |       |      |      |   |         |
| Niederschlag (mm)     | 86,8 | 101,5 | 104,6 | 85,5 | 89,0 | 83,1 | 86,4 | 88,2 | 93,9 | 108,5 | 89,3 | 84,4 | Σ | 1.101,2 |
|                       |      |       |       |      |      |      |      |      |      |       |      |      |   |         |
| Regentage (d)         | 8    | 8     | 8     | 8    | 9    | 9    | 10   | 8    | 8    | 10    | 9    | 8    | Σ | 103     |
|                       |      |       |       |      |      |      |      |      |      |       |      |      |   |         |
| Wassertemperatur (°C) | 22   | 22    | 21    | 19   | 15   | 13   | 13   | 11   | 11   | 15    | 18   | 19   | ⌀ | 16,6    |

| 18,0 |

| 17,9 |

| 16,2 |

| 12,9 |

| 10,2 |

| 7,7 |

| 7,2 |

| 7,8 |

| 9,1 |

| 11,5 |

| 14,2 |

| 16,3 |

| 18,0 |

| 17,9 |

| 16,2 |

| 12,9 |

| 10,2 |

| 7,7 |

| 7,2 |

| 7,8 |

| 9,1 |

| 11,5 |

| 14,2 |

| 16,3 |

## Geschichte

### Etymologie
Den Namen erhielt Montevideo den meisten Theorien nach von dem gegenüber dem Hafen gelegenen, 132 m hohen Stadthügel (span. monte „Berg“), dem Cerro de Montevideo. Von den Guaraní soll er Yvyty („Felsen“) genannt worden sein. Im Logbuch von Magellans Bootsmann Francisco Albo ist erstmals die Schreibweise Monte Vidi belegt (1520).
In den Bereich der Volksetymologie zu verweisen sind die Legende von dem Ausruf „Monte vi eu“ oder „Monte vide eu“ („ich sah/sehe einen Berg“) eines unbekannten Seemannes, die Taufe des Berges als Monte de San Ovidio durch Magellans Expedition sowie die angebliche Beschriftung Monte VI D[e] E[ste a] O[este] („Berg 6 von Osten nach Westen“) auf alten Seekarten.

### 18. Jahrhundert
Bereits im Jahr 1717 erging an den Gouverneur von Buenos Aires, Bruno Mauricio de Zabala, eine königliche Anordnung zur Anlage und Befestigung der Siedlung Montevideo y Maldonado. Da sich in Buenos Aires Widerstand gegen eine neue Stadt am Río de la Plata regte, die sich zur Konkurrenz entwickeln konnte, kam Zabala der Anordnung nicht nach. Weitere Aufforderungen des spanischen Königs ergingen in den Jahren 1718 und 1723 und wurden schließlich befolgt.
Von 1724 an vollzog sich die Stadtgründung an Stelle der heutigen Ciudad Vieja auf einer Halbinsel, die die Bucht von Montevideo vom offenen Meer trennt. Die offizielle Bezeichnung der neuen Stadt lautete zunächst San Felipe y Santiago de Montevideo. Die Gründung diente primär der militärischen Abwehr der immer wieder von Brasilien einfallenden Portugiesen. Auch die Sicherung der Schifffahrt im südlichen Atlantik und der Río-de-la-Plata-Mündung war ein wichtiger Beweggrund ebenso wie wirtschaftliche Interessen der 1714 endgültig auf den spanischen Thron gelangten Bourbonen.
Das offizielle Gründungsdatum der Stadt ist der 24. Dezember 1726. An der Stelle der heutigen Plaza Zabala wurde ein Fort errichtet. Unter Beachtung der Leyes de Indias wurden nach einem Entwurf Petrarcas sechs Planquadrate mit einer Breite von je 100 Ellen (varas, entspricht 83,5 m) an der zur Bucht gewandten Seite der Halbinsel angelegt. Sie bedeckten ein Gebiet, das sich heute im Bereich der im Norden der Ciudad Vieja gelegenen Straßen Bartolomé Mitré, Solís bzw. Cerrito und Piedras befindet. Im Jahr 1726 erfolgte durch Pedro Millán unter Beibehaltung dieser Maßeinheit die Einteilung weiterer 26 manzanas. Die Anlage der Stadt anhand des feststehenden städtebaulichen Entwurfs fand 1741 ihren Abschluss.
Hinsichtlich der Bausubstanz ist festzuhalten, dass außer den Festungsanlagen und Sakralbauten bis auf wenige Ausnahmen keine festen Bauwerke aus Stein oder Holz entstanden, da von der in Abhängigkeit von Buenos Aires stehenden Militärverwaltung der Einsatz dauerhafter Materialien untersagt wurde. Dementsprechend bestanden die Bauten überwiegend aus luftgetrockneten Ziegeln und Häuten.
Im Jahr 1739 beschloss die spanische Krone angesichts sich abzeichnender Konflikte mit Portugiesen und Engländern, die Stadt mit einem Befestigungswall einzufrieden und zum Land hin mit einer Zitadelle abzusichern. Dies behinderte die weitere Stadtentwicklung. Entgegen dem ursprünglichen Plan Petarcas und dem Interesse der Stadtverwaltung wurde der Standort der Zitadelle innerhalb der bereits erschlossenen und besiedelten manzanas gewählt. Nach dem Bau der Zitadelle (circa 1750 beendet) und des Walls im Osten lag die Wasserversorgung außerhalb der Stadt. Auch stand die Begrenzung des Stadtgebietes im Gegensatz zur Bevölkerungsentwicklung.
In der zweiten Hälfte des Jahrhunderts folgte die Fertigstellung sowohl des Forts im Nordwesten der Halbinsel als auch der zum offenen Meer hin gerichteten Brüstung, des Cubo del Sur und, von 1798 bis 1804, den 34 entlang des Hafens angebrachten als Munitionslager genutzten Kasematten, die bóvedas. Die Errichtung der Befestigungsanlagen hatte neben der Ansiedlung der indianischen Bevölkerung außerhalb der Stadtmauern zur Folge, dass sich fortan bevorzugte Wohngebiete herausbildeten. Im eher windgeschützten Norden der Halbinsel im Bereich der Calle 25 de Mayo wohnten die sozial besser gestellten Einwohner, etwa Großgrundbesitzer des näheren Umlandes der Stadt. Auch Handelsniederlassungen waren hier zu finden. Feste Baustoffe setzten sich nun durch, was auch der zunehmenden wirtschaftlichen Unabhängigkeit durch die seitens Spaniens eingerichtete Gobernación de Montevideo geschuldet war. Der dünner besiedelte Süden war dagegen weiterhin von einfachste Bausubstanz geprägt. Ferner setzte nun wegen des Flächenmangels innerhalb der Befestigungsanlagen eine dichtere Parzellierung der manzanas ein. Auch die Bauweise änderte sich insofern, als die Bebauung direkt an der Straße begann und die meist im Inneren der manzanas gelegenen Gärten weitere bauliche Erweiterungen ermöglichten.
In der zweiten Hälfte des Jahrhunderts trat die ursprüngliche militärische Bedeutung Montevideos hinter Handels- und Wirtschaftsaktivitäten, verbunden mit der Expansion des Hafens, in den Hintergrund. So wird etwa für das Jahr 1771 berichtet, dass ein 25 Schiffe umfassender Konvoi 432.000 Rinderhäute ausführte. Ab 1777 beschleunigte sich dann der wirtschaftliche Aufstieg Montevideos, nachdem zuvor die Eroberung Colonia del Sacramentos durch den rio-platensischen Vizekönig zum Wegfall der portugiesischen Konkurrenz in der Region geführt hatte. Es wurde mit der Aduana Vieja in der calle Zabala eine ab 1778 in Betrieb befindliche Zolleinrichtung geschaffen. Zudem wurde seitens des spanischen Königshauses im Zuge weiterer Wirtschaftsliberalisierungen durch das Reglamento de Libre Comercio und der anschließenden Ernennung Montevideos zum Puerto Mayor de las Indias der Handel belebt.
Der Hafen Montevideos, der 1781 eine bald zu kleine Kaimauer erhielt, spielte nun für die Entwicklung der Stadt eine immer größere Rolle, und dies umso mehr, als Montevideo im Jahre 1791 innerhalb der südamerikanischen Kolonien das Sklavenhandel-Importmonopol zugesprochen wurde.
Die Hauptkirche an der Plaza de la Constitución wurde von 1790 bis 1804 aus Backstein errichtet.

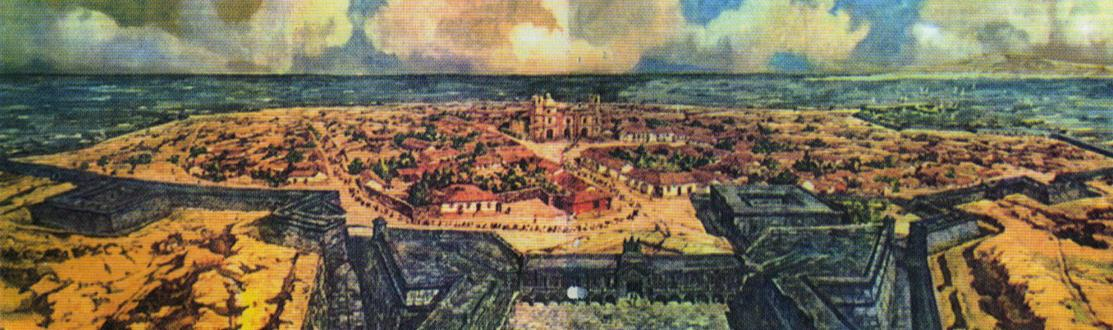
Montevideo am Ende des 18. Jahrhunderts nach einer Rekonstruktion Leonie Matthis’.

### 19. Jahrhundert
Im neuen Jahrhundert erfolgte 1802 zunächst die Errichtung des Leuchtturms von Montevideo auf dem Cerro.
Seit Anfang des 19. Jahrhunderts hatte die Stadt wiederholt unter Belagerungen und Bombardements durch England, Spanien, Portugal, Brasilien und Argentinien zu leiden. Dies führte zu einer Abschwächung des Wachstums und infolge der nun einsetzenden politischen Wirren verschlechterte sich die ökonomische Situation der Montevideaner. Es scheiterten die Versuche Englands, Buenos Aires von Montevideo aus in den Jahren 1806 und 1807 zu erobern. Die Lage beruhigte sich erst annähernd, als 1817 die Brasilianer Montevideo besetzen konnten. Die nächsten Jahre sind bestimmt vom Aufstand der 33 Orientalen anno 1829. Er führe letztlich zur Unabhängigkeit von Montevideo.
Die wirtschaftliche Blüte gegen Ende des 18. Jahrhunderts hatte nun auch eine dahingehende Veränderung des Stadtbildes bewirkt, dass neben den bereits erwähnten Veränderungen bei den Baumaterialien nun auch der Baustil einem Wandel unterzogen war. So folgte mit fortschreitender Parzellierung auch die Bebauung der ursprünglich vorhandenen Gärten und Freiflächen, wobei hier überwiegend Patiohäuser errichtet wurden. Von den in dieser Zeit entstandenen Gebäuden existieren heute beispielsweise noch das Casa de los Ximénez und das Casa de Tomás Toribio. An der auf dem damals höchsten Punkt der Stadt gelegenen Plaza Mayor (Plaza Matriz / Plaza Constitución) entstand in dieser Zeit das neue Cabildo im Jahre 1804 und zuvor bereits die 1790 errichtete Kathedrale. Ein weiteres Bauwerk dieser Zeit ist das Hospital Maciel.
Nach der Unabhängigkeit Uruguays wurde durch den am 25. August 1829 verfügten Abriss der montevideanischen Befestigungsanlagen infolge der damit entstehenden Expansionsmöglichkeiten ein neuer Abschnitt in der städtischen Entwicklung eingeläutet. Die Stadt wurde sowohl in wirtschaftlicher Hinsicht als auch bezüglich der Verwaltung zum Zentrum des unabhängigen Uruguays. José Maria Reyes wurde mit der stadtplanerischen Weiterentwicklung beauftragt, die sich nun von der ehemaligen Stadtmauer bis zum Gebiet der calle Ejido erstrecken sollte. Orientierend an der Scheitellinie der Halbinsel, auf der Montevideo liegt, bildete sodann die Avenida 18 de Julio die zentrale Achse der Erweiterung. Die Bebauung des neu erschlossenen Gebietes verlief jedoch zunächst infolge der politischen Unruhen schleppend.
Ab 1843 war Montevideo infolge des seit 1839 andauernden Guerra Grande (1839–1851) dann einer Belagerung ausgesetzt. Auch nach Beendigung des Krieges lähmten die weiterhin bestehenden Konflikte die Entwicklung, doch erfolgten nach und nach Verbesserungen der Infrastruktur. Dies auch aufgrund einer ab 1860 erneut einsetzenden Immigrantenwelle. So wurde die 1824 erneuerte Mole im Hafen, die sich jedoch bald als zu klein für die mit immer größerem Tiefgang ausgestatteten Schiffe erwies, erneut für Schiffe mittleren Tiefgangs ausgebaut. Die Pflasterung der Straßen, die zunächst mit gasbetriebener und bis 1886 elektrifizierten Beleuchtung ausgestattet wurden, erfolgte. Die Ciudad Vieja erhielt eine Kanalisation und auch die Wasserversorgung wurde optimiert. Ab 1869 wurde zudem das Straßenbahnnetz ausgebaut. Ausgelöst unter anderem von einer Gelbfieberepidemie im Jahre 1857 begannen sich zudem die Siedlungsstrukturen innerhalb des Stadtgebietes zu verändern. Besser gestellte Einwohner zogen aus der Altstadt in die neu erschlossenen Gebiete um die Avenida 18 de Julio, wo große Anwesen errichtet wurden. In der Ciudad Vieja siedelten sich dagegen Banken, wie 1857 die Banco Comercial und weitere wirtschaftliche und kulturelle Einrichtungen an. Beispielhaft zu nennen sind etwa der Mercado del Puerto im Jahre 1868, ein Jahr zuvor die Administración de Correos oder aber auch das Teatro Solís, der Club Uruguay (1885) und das Gran Hotel Nacional (1888). Baustilistisch verbreitete sich infolge des zunehmenden Mietwohnungsbaus der sogenannte conventillo vor allem in den ärmeren, südlichen Manzanas der Altstadt als auch in den neu erschlossenen Gebieten.
Am 5. Juni 1888 war Montevideo auch von den Auswirkungen des Erdbebens am Río de la Plata betroffen, das eine Stärke von 5,5 auf der Richterskala aufwies. Dies war das erste und bislang einzige Mal in der Stadtgeschichte, dass ein solches Naturereignis registriert wurde.

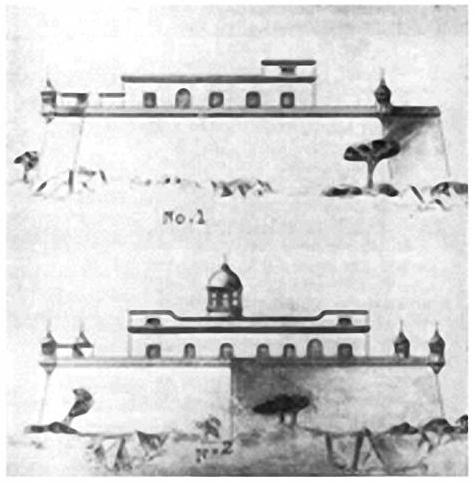
Plan des Fortaleza del Cerro um 1810
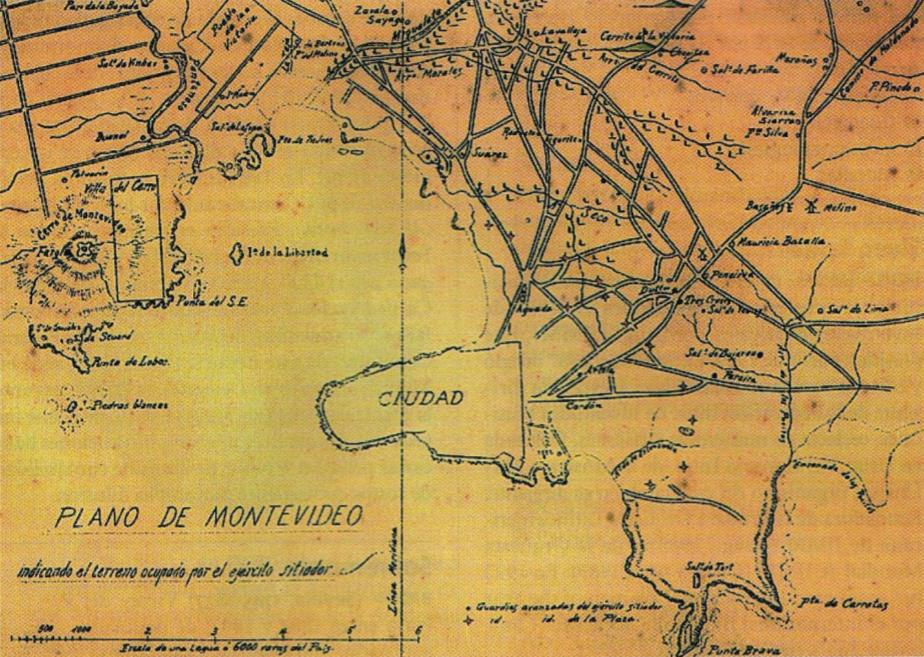
Karte Montevideos zwischen 1843 und 1851 während des Guerra Grande
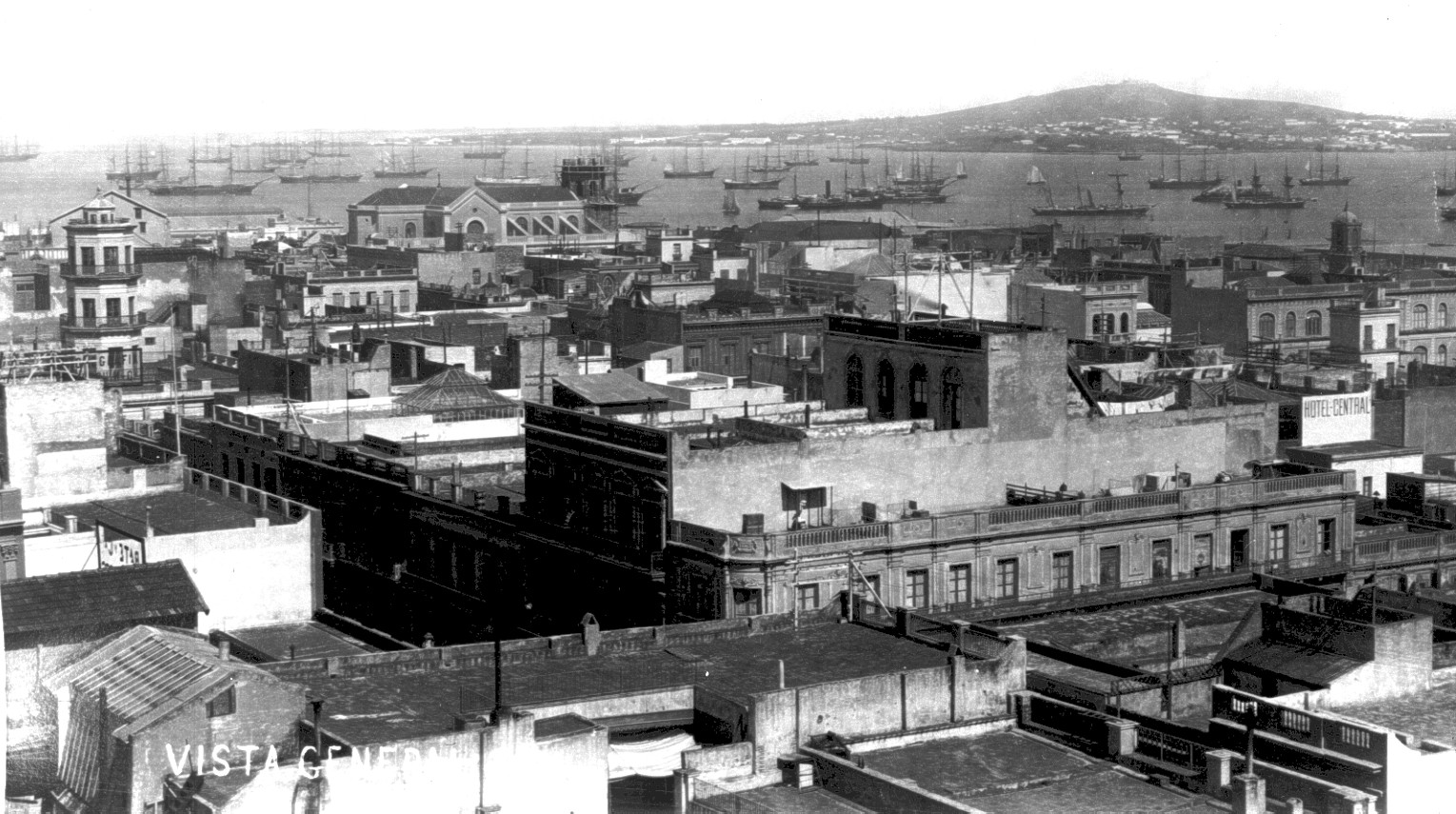
Blick über die Stadt auf den Cerro de Montevideo, 1865
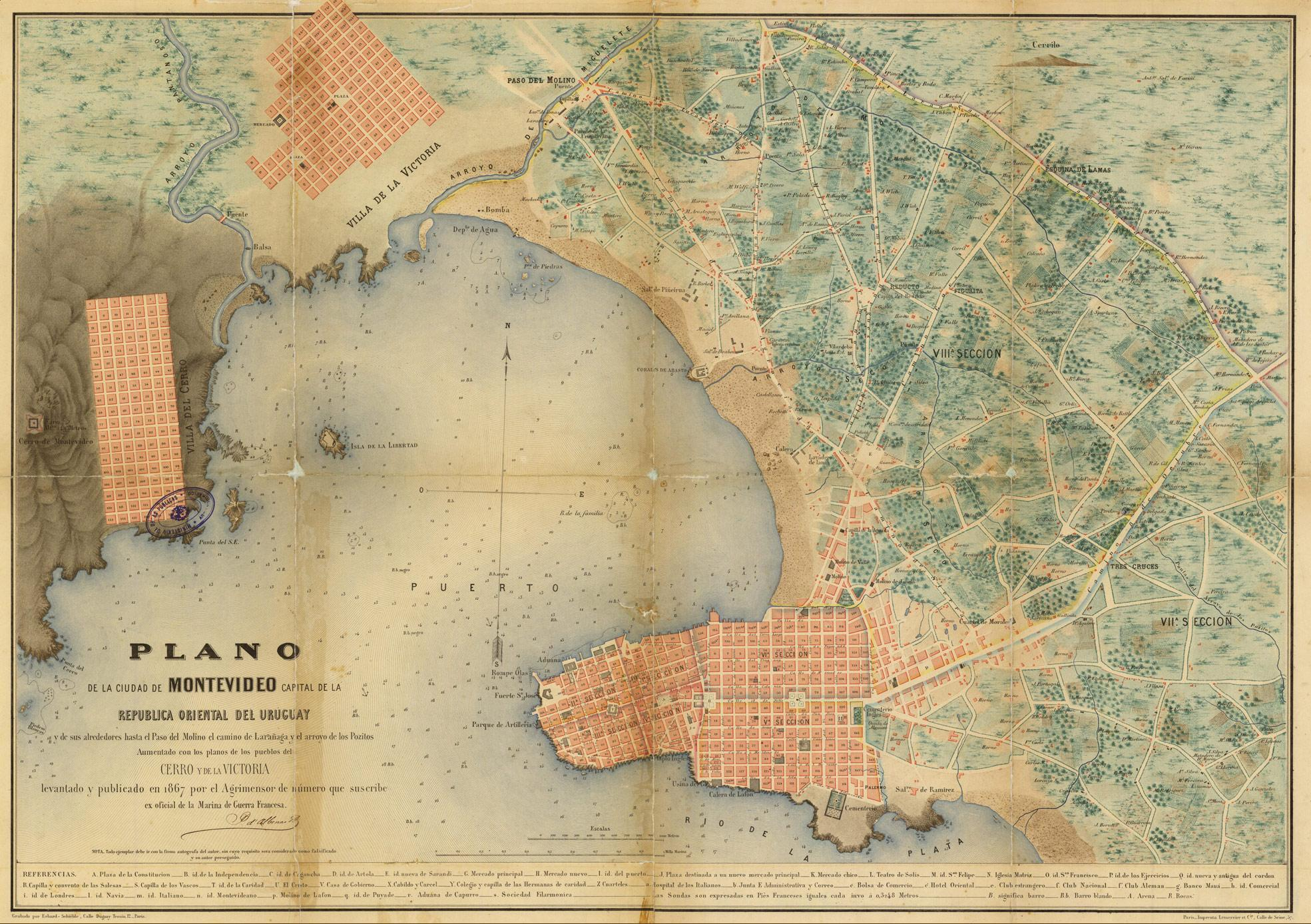
Karte Montevideos 1867
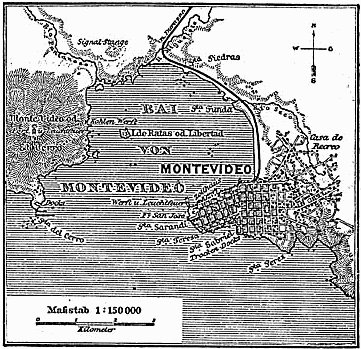
Historische Karte (um 1888)
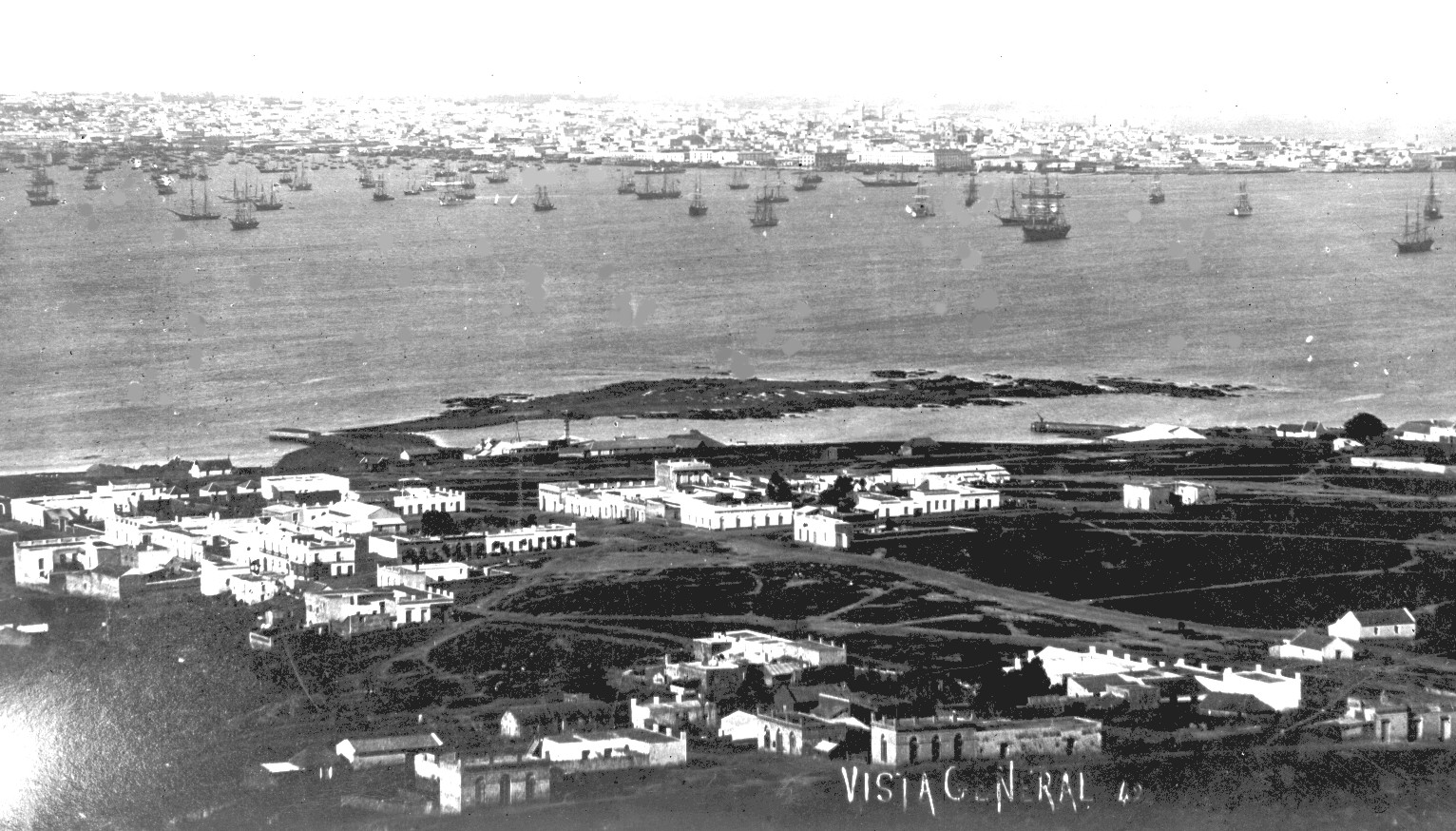
Blick über die Stadt vom Cerro aus, 1889

Die Einwohnerzahl im Jahr 1884 betrug bereits 104.472, darunter zahlreiche Ausländer. In jener Zeit war Handel die einzige Erwerbsquelle der Stadt. Es bestand eine Rivalität mit Buenos Aires.

### 20. Jahrhundert

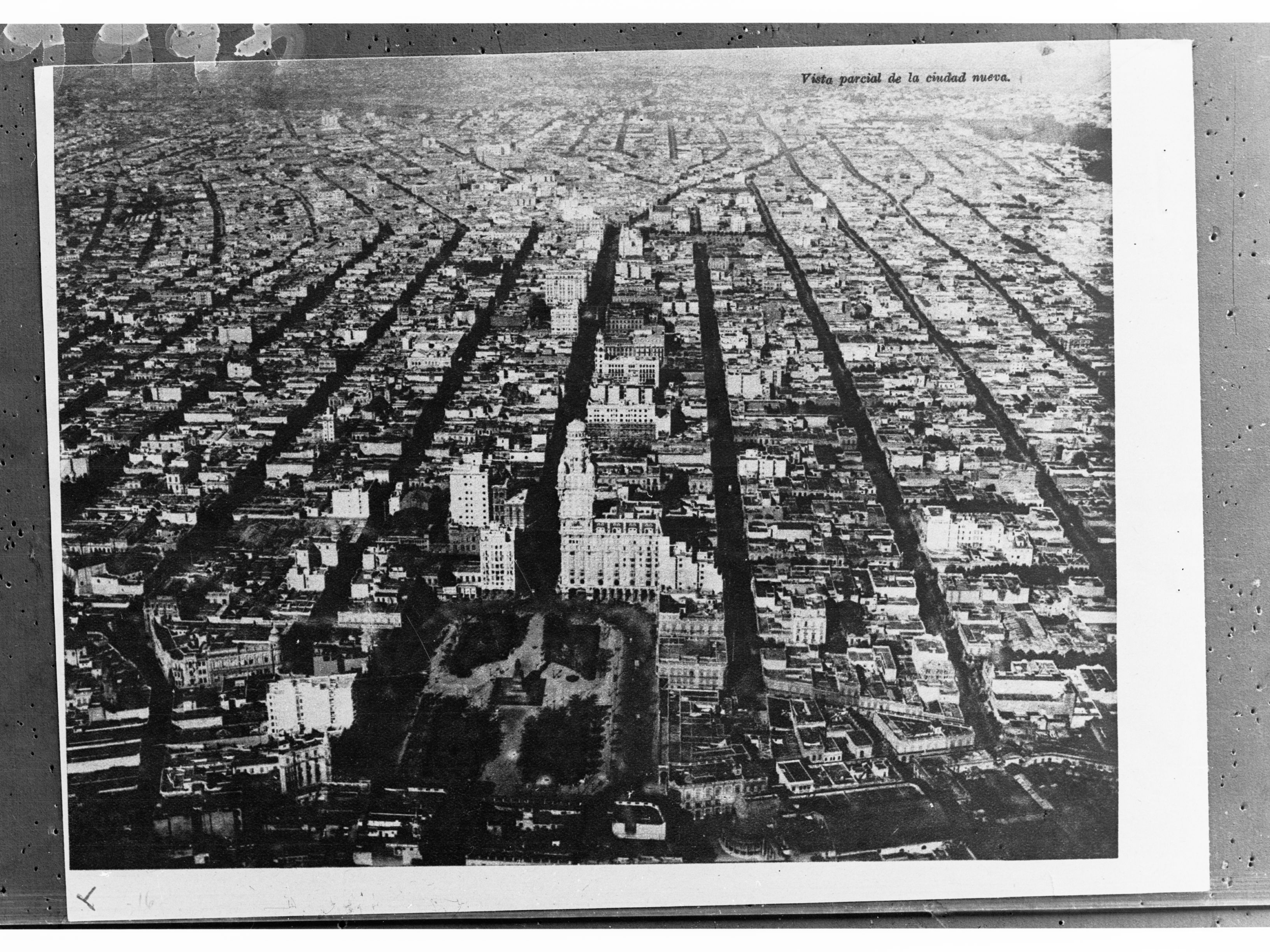
Das Stadtzentrum von Montevideo Anfang des 20. Jahrhunderts

Zu Beginn des 20. Jahrhunderts begann durch ein französisches Unternehmen der bereits 1856 per Gesetz festgelegte Ausbau des Hafens, für den am 18. Juli 1901 der Grundstein gelegt wurde, nach vorausgegangener langwieriger Planung. Den 1889 ausgerufenen internationalen Wettbewerb zur Hafengestaltung entschied dabei eine Braunschweiger Firma zu ihren Gunsten. Im Zuge des Hafenausbaus wurde zudem die Rambla Portuaria neugestaltet.
Auch in den Anfangsjahren des 20. Jahrhunderts führte eine neue Immigrantenwelle aus Europa und dem Landesinneren zu einem Bevölkerungswachstum und damit einer höheren Nachfrage nach Arbeitsplätzen in der Stadt, die durch die nun aufkommende Industrialisierung und den damit verbundenen Unternehmensgründungen (besonders in der Konsumgüterbranche) im Zusammenspiel mit einer nun stärker binnenmarktorientierten, importsubstituiv ausgerichteten Politik Uruguays aufgefangen wurde. Zwischen 1930 und 1955 fand etwa eine Verdreifachung der Unternehmenszahlen (7.000 auf 21.000), sowie eine Verdoppelung der in der Industrie beschäftigten Personen (68.000 auf 160.000) in Uruguay statt. Dies war erneut mit Auswirkungen auf die Siedlungsstrukturen Montevideos verbunden. So wurde in der Altstadt mehr und mehr die Wohnnutzung zugunsten wirtschaftlicher Einrichtungen aus dem Finanzsektor, wie etwa die Banco de la República, als auch später aus dem dem Hafen verbundenen Dienstleistungssektor (Im- und Exportgesellschaften, Wechselstuben etc.) zurückgedrängt. Die Avenida 18 de Julio hingegen entwickelte sich durch Ausbreitung des Einzelhandels zur Haupteinkaufsstraße und ihre Umgebung wurde auch durch die Mittel- und Oberschicht Montevideos nun vermehrt zu Wohnzwecken genutzt. Die Angehörigen der ärmeren Bevölkerungsschicht dagegen bewohnten nun vielfach entweder Pensiones oder Inquilinatos oder zogen in die im Bereich der Calle Reconquista seit 1945 errichteten Mietsblöcke.
Zeitgleich begann sich das Stadtbild dahingehend zu verändern, dass die Gebäudehöhen, auch begünstigt durch im Jahre 1907 neu ergangene Bauvorschriften, zunahmen. Mit dem Bau, unter anderem der Börse (1940), des Hotel Victoria Plaza (1950) oder des Edificio Tupí (1963), büßte die Kathedrale ihre Sonderstellung als bis dahin das Stadtbild bestimmendes Gebäude ein. Auch bewirkten die ansteigenden Grundstückspreise im Zentrum der Stadt eine intensivere Nutzung der zur Verfügung stehenden Flächen. Dies machte sich darin bemerkbar, dass Freiflächen innerhalb der Altstadt nun nahezu nicht mehr vorhanden waren. Zudem wurden in dieser Zeit vermehrt Hochhäuser mit Eigentumswohnungen errichtet, um die diesbezügliche Nachfrage zu decken. Gefördert wurde diese Entwicklung auch durch die Förderung der Eigentumsbildung von staatlicher Seite etwa durch das Ley de Propiedad Horizontal aus dem Jahre 1946.

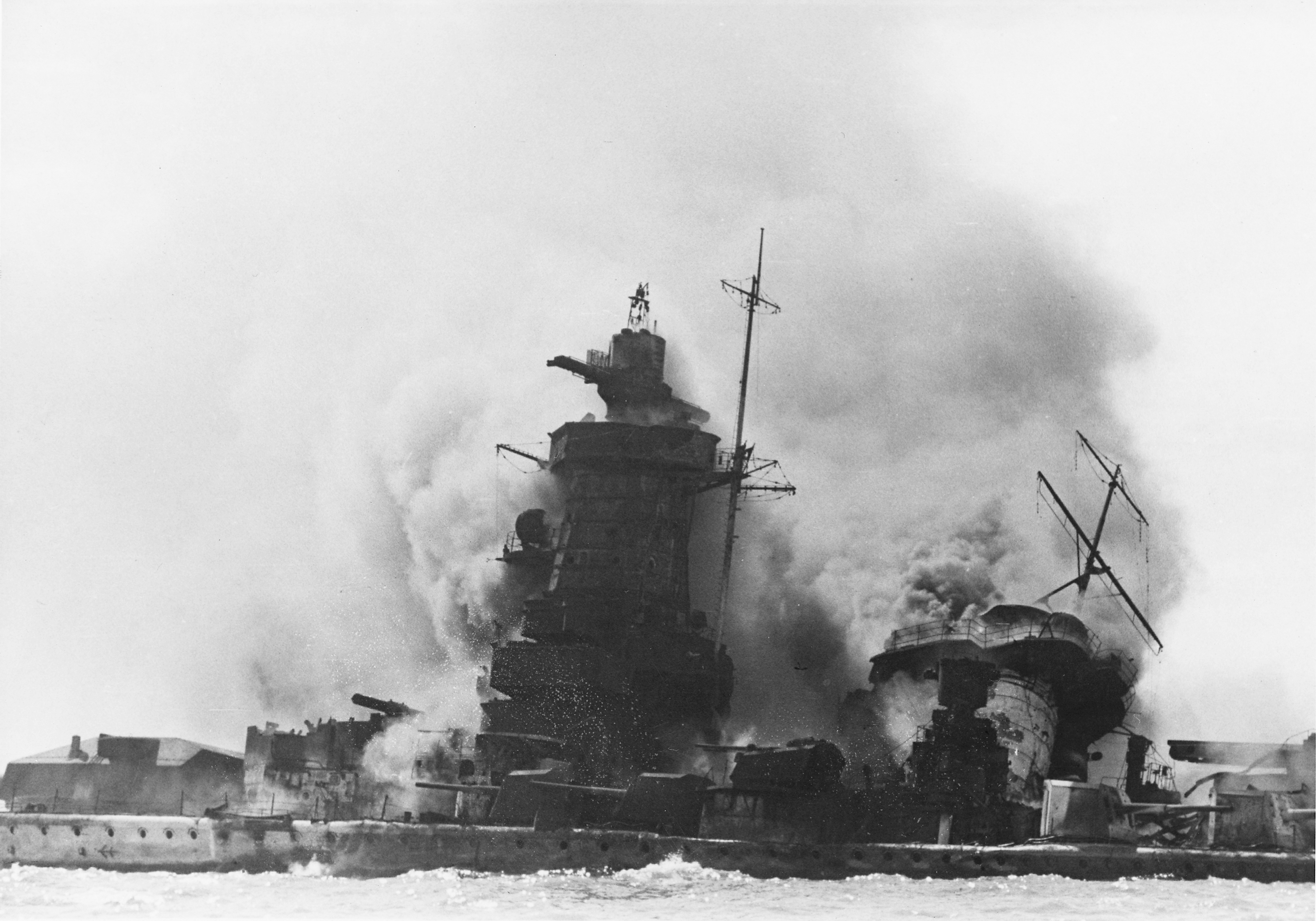
Die brennende Graf Spee vor Montevideo

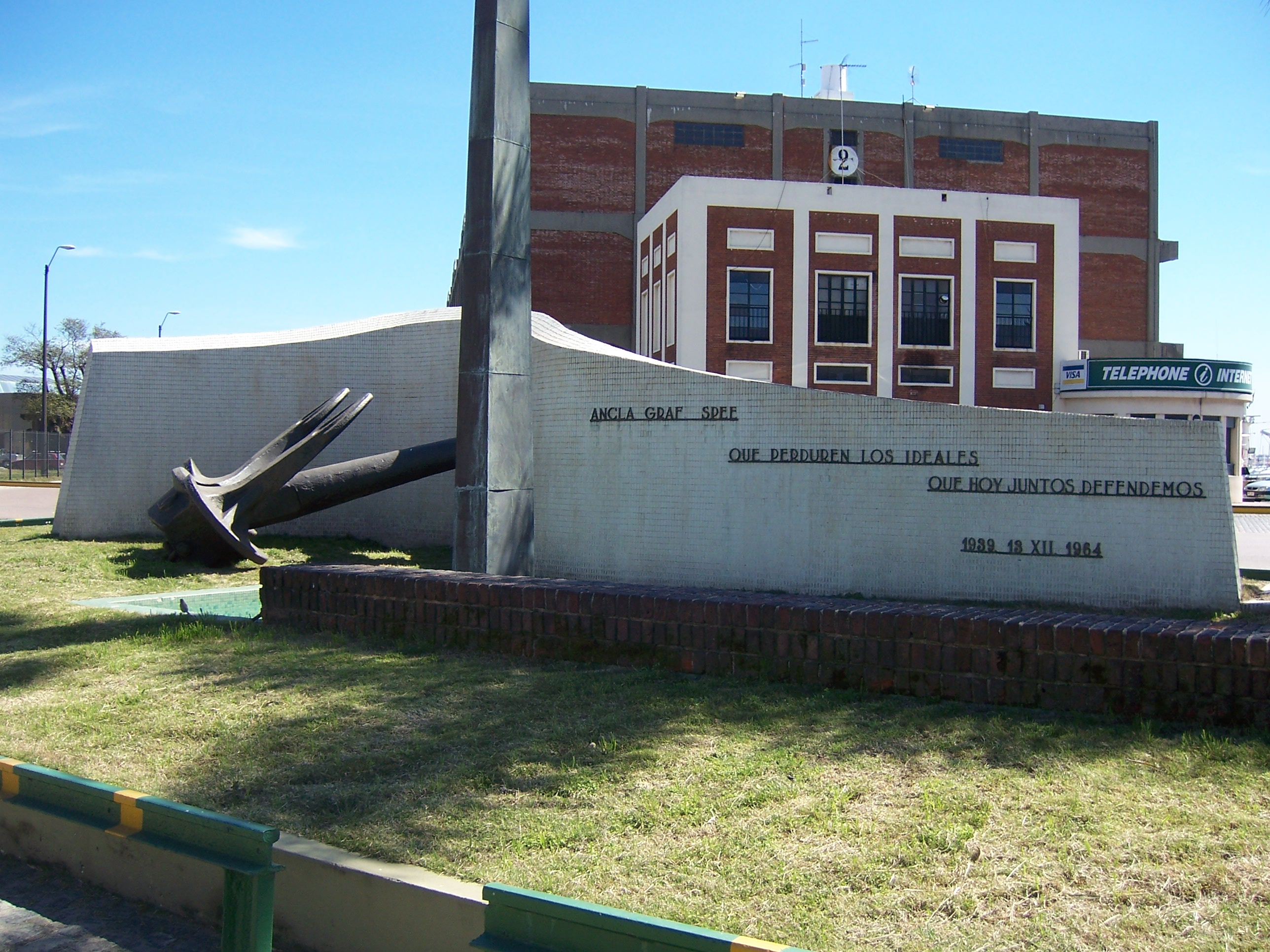
Graf-Spee-Denkmal im Hafen von Montevideo

Während des Zweiten Weltkriegs suchte das deutsche Panzerschiff Admiral Graf Spee, das als Handelsstörer im Südatlantik unterwegs war, nach einem Gefecht mit britischen Kreuzern am 13. Dezember 1939 im neutralen Hafen von Montevideo Zuflucht. Vor die Wahl zwischen einem weiteren, aussichtslosen Seegefecht mit den Briten und einer Internierung durch Uruguay gestellt, versenkte die Mannschaft der Graf Spee am 17. Dezember 1939 vor Montevideo das Schiff selbst. Ein Denkmal mit dem gehobenen Anker des Schiffs hat heutzutage seinen Platz in einem allerdings nicht ohne weiteres öffentlich zugänglichen Teil des Hafens von Montevideo.
Als sich in den 1950er Jahren die wirtschaftliche Situation des Landes unter anderem durch sinkende Preise für Agrarprodukte, auf deren Export die uruguayische Wirtschaft überwiegend aufgebaut war, zunehmend verschlechterte, hatte dies auch Folgen für die Stadt Montevideo. So nahm die Bautätigkeit im Stadtgebiet stark ab. Neue Gebäude wurden im Vergleich zu früheren Jahren in wesentlich geringerer Zahl errichtet und auch die vorhandene Bausubstanz verfiel zusehends. Dies hatte seinen Grund unter anderem auch in einem der Investitionsbereitschaft der Vermieter kontraproduktiv entgegenstehenden, 1947 eingeführten restriktiven Mieterschutz in Verbindung mit verstärkt aufkommender Inflation. Durch diesen wurde eine Anpassung der Mieten an die Inflationsrate verhindert.
Ab 1975 ergaben sich erhebliche bauliche Veränderungen in der Stadt. Diese wurden im Zuge der nunmehr vorgenommenen Änderungen in der Wirtschaftspolitik des Landes durch eine stärkere Liberalisierung und der durch die Inflationsbekämpfung hervorgerufenen Stabilisierung des Pesos mit dem hierdurch ausgelösten Kapitalzufluss hervorgerufen. In dieser Zeit stieg die Binnennachfrage im Land an und es fand eine Exportvervierfachung im Zeitraum von 1973 bis 1981 statt. Die strukturellen Veränderungen trafen insbesondere die Altstadt, aber auch den Stadtteil Pocitos. Es entstand eine erhöhte Bautätigkeit, die einhergehend mit einer Standortaufwertung der Altstadt dort überwiegend neue Immobilien und auch Erweiterungsbauten für den tertiären Sektor entstehen ließen. Die vermehrte Bautätigkeit wurde dabei auch dadurch verursacht, dass die Bodenspekulation im Zuge der Freigabe der Mieten durch das 1974 erlassene Mietgesetz Ley de Alquileres zunahm und weitere gesetzliche Regelungen zwischen 1978 und 1980 zu einer enormen Abrisstätigkeit in der Altstadt führte. Infolge dieses strukturellen Wandels ging die dortige Einwohnerzahl zurück, so dass 1985 in der Altstadt nur noch 16.000 Einwohner lebten.
Am 8. Januar 1979 war Montevideo Schauplatz der Unterzeichnung der Acta de Montevideo (Akte von Montevideo) im Zusammenhang mit der päpstlichen Vermittlung im Beagle-Konflikt.
In den 1980er Jahren besuchte Papst Johannes Paul II. selbst zweimal die Stadt. Der erste Besuch datiert aus dem April 1987. Hier hielt er eine große Messe in Tres Cruces. Der zweite, der ihn auch in die Städte Salto, Florida und Melo führte, fand dann 1988 statt.

### Bevölkerungsentwicklung
Die ersten 40 Einwohner Montevideos gelangten gemeinsam mit Zabala aus Buenos Aires in die neu gegründete Stadt. Die nun nachfolgenden Einwanderer stammten zunächst von den Kanarischen Inseln. So kamen zwei Jahre nach Zabala 96 Personen und in den Jahren 1727 bis 1729 folgten weitere. Auch von den neu hinzugezogenen Montevideanern des Jahres 1730 hatten 20 Familien ihre alte Heimat auf den Kanaren verlassen. Ein erster rapider Bevölkerungszuwachs erfolgte in den Jahren nach der uruguayischen Unabhängigkeitserklärung bis 1840. Viele der neuen Einwohner stammten dabei aus Frankreich, Italien, Spanien und England. Nach Ende des Guerra Grande setzte ein erneutes starkes Bevölkerungswachstum in Montevideo ein. Dies war einerseits verbunden mit der um 1860 beginnenden positiven ökonomischen Entwicklung, die eine erneute Einwanderungswelle aus Europa auslöste. Andererseits war dies den Veränderungen in der Landwirtschaft geschuldet. Denn unter anderem die durch die 1871 neugegründete uruguayische Landwirtschaftskammer bewirkte Konsolidierung der Besitzverhältnisse durch voranschreitende Einzäunung des Weidelandes, führte zu einer Landflucht in die Hauptstadt, da der landwirtschaftliche Arbeitskräftebedarf nunmehr zurückging.
| Jahr | Einwohner    |
| ---- | ------------ |
| 1730 | 400          |
| 1778 | 4.270        |
| 1808 | 9.400        |
| 1829 | 9.000        |
| 1852 | 34.000       |
| 1860 | knapp 58.000 |
| 1889 | 215.000      |

| Jahr | Einwohner |
| ---- | --------- |
| 1908 | 310.000   |
| 1963 | 1.202.156 |
| 1975 | 1.176.049 |
| 1985 | 1.251.511 |
| 1996 | 1.303.182 |
| 2004 | 1.325.968 |
| 2011 | 1.318.755 |

Quellen: und für die Zahlen ab 1963: Instituto Nacional de Estadística de Uruguay

## Politik

### Stadtregierung

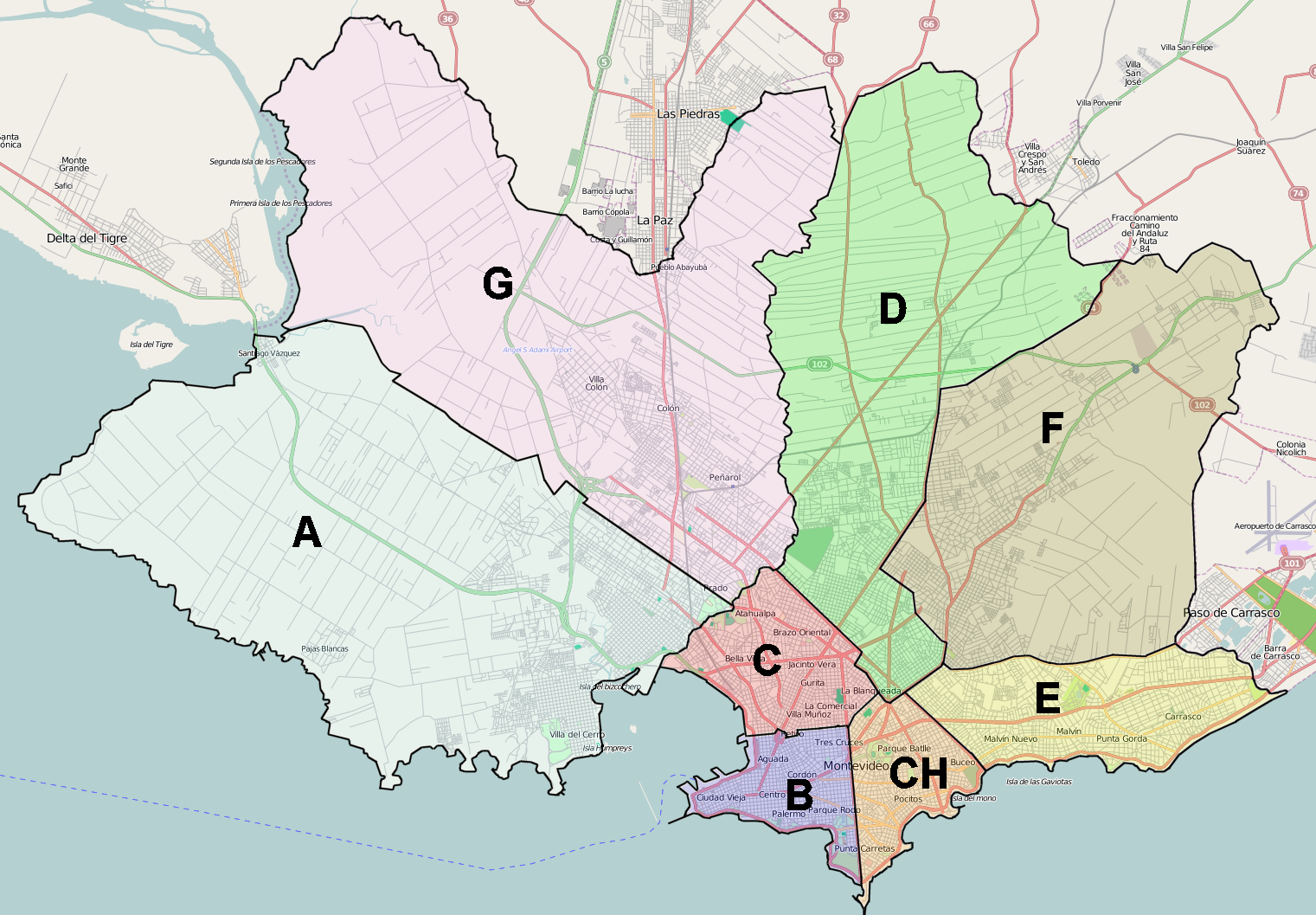
Aufteilung der Municipios

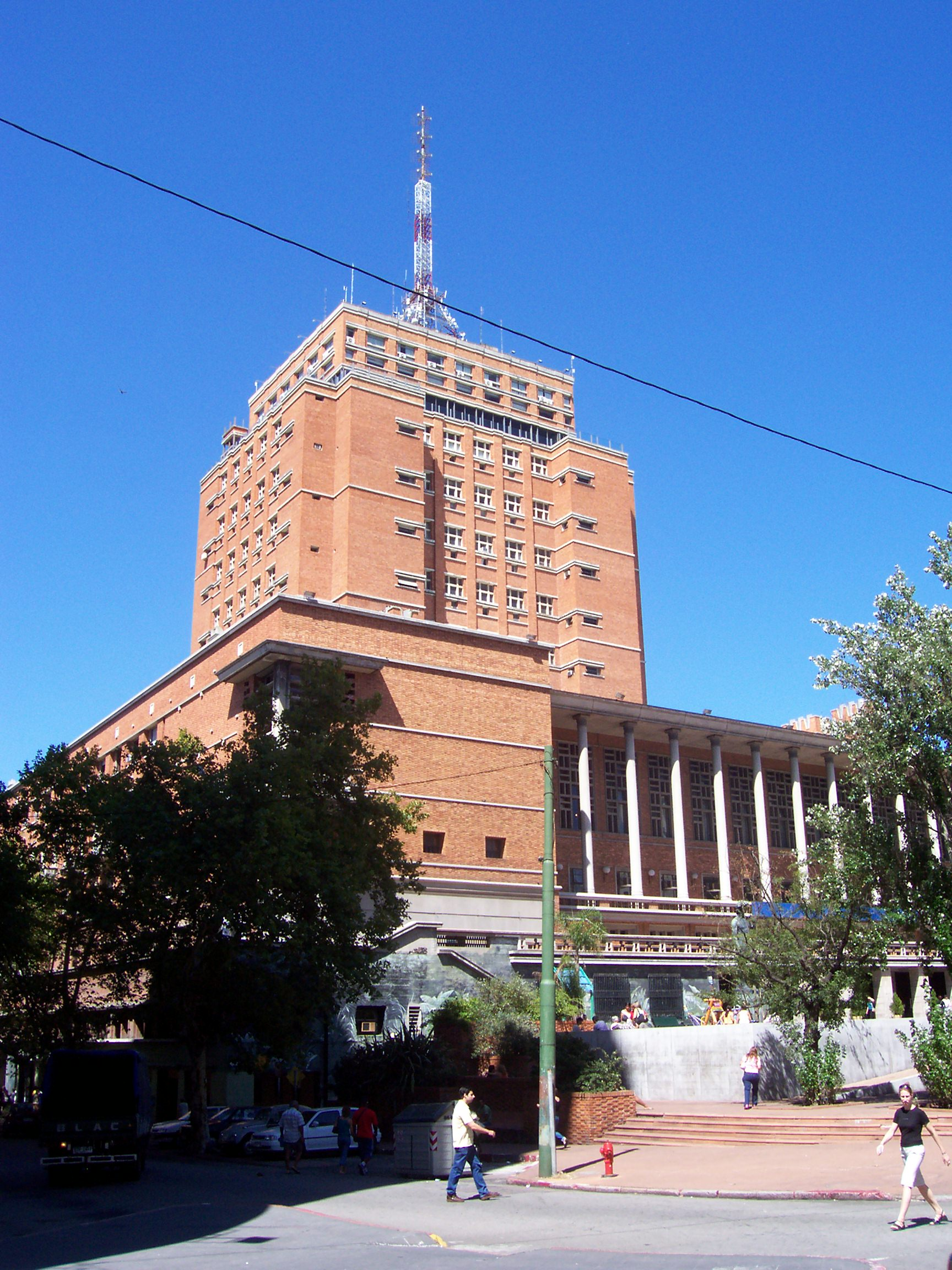
Palacio Municipal

Intendente des Departamentos Montevideo ist seit dem 27. November 2020 Carolina Cosse. Der Sitz der Intendencia Municipal de Montevideo befindet sich dabei im Barrio Centro in der Avenida 18 de Julio gelegenen Palacio Municipal. Das Departamento wiederum ist in acht Municipios unterteilt, die über jeweils einen gewählten Bürgermeister (Alcalde) verfügen. Dies waren im Jahr 2011 Gabriel Otero (Municipio A), Carlos Varela Ubal (Municipio B), Miriam Rodríguez (Municipio C), Luis Luján (Municipio CH), Sandra Nedov (Municipio D), Susana Camarán (Municipio E), Francisco Fleitas (Municipio F) und Gastón Silva (Municipio G).

#### Bisherige Bürgermeister
- 1909–1911: Daniel Muñoz
- 1911–1914: Ramón V. Benzano
- 1914–1914: Juan M. Aubriot
- 1914–1915: Santiago Rivas
- 1915–1919: Francisco Accinelli
- 1933–1937: Alberto Dagnino
- 1937–1938: Luis Alberto Zanzi
- 1938–1942: Horacio Acosta y Lara
- 1942–1942: Benigno Paiva
- 1942–1943: Pedro Onetti
- 1943–1947: Juan Pedro Fabini
- 1947–1948: Andrés Martínez Trueba
- 1950–1951: Álvaro Correa Moreno
- 1951–1954: Germán Barbato
- 1954–1955: Armando Malet
- 1955–1967: Mitglieder des Consejo Departamental
- 1967–1967: Glauco Segovia
- 1967–1969:Carlos Bartolomé Herrera
- 1969–1971: Oscar Víctor Rachetti
- 1971–1972: E. Mario Peyrot
- 1972–1983: Oscar Víctor Rachetti
- 1983–1985: Juan Carlos Payssé
- 1985–1985: Aquiles R. Lanza
- 1985–1986: Julio Iglesias Álvarez
- 1989–1990: Eduardo Fabini Jiménez
- 1990–1994: Tabaré Vázquez
- 1994–1995: Tabaré González
- 1995–2000 / 2000–2005: Mariano Arana
- 2005: Adolfo Pérez Piera
- 2005–2010: Ricardo Ehrlich
- 2010: Hyara Rodríguez
- 2010–2015: Ana Olivera
- 2015–2019: Daniel Martínez
- 2019: Christian di Candia
- seit 2020: Carolina Cosse

### Städtepartnerschaften
Montevideo unterhält mit folgenden Städten Partnerschaften (in Klammern das Jahr der Etablierung):
 Arica, Chile (2009)
 Barcelona, Spanien
 Bluefields, Nicaragua (2009)
 Bogotá, Kolumbien
 Buenos Aires, Argentinien (1975)
 Cádiz, Spanien
 Cali, Kolumbien (2009)
 Caracas, Venezuela
 Córdoba, Argentinien
 Coroico, Bolivien (2009)
 Curitiba, Brasilien
 Esmeraldas, Ecuador (2009)
 La Plata, Argentinien (1994)
 Madrid, Spanien
 Mar del Plata, Argentinien (2009)
 Mexiko-Stadt, Mexiko
 Montevideo, USA (1949)
 New York City, USA (1992)
 Québec, Kanada
 Rosario, Argentinien (1998)
 Sankt Petersburg, Russland
 Santa Fe, Argentinien
 São Paulo, Brasilien (2001)
 Talamanca, Costa Rica (2009)
 Tambo de Mora, Peru (2009)
 Tandil, Argentinien (2009)
 Tumaco, Kolumbien (2009)
 Wellington, Neuseeland
Am 27. Dezember 2013 unterzeichnete der amtierende Bürgermeister von Paris, Bertrand Delanoë, in der uruguayischen Hauptstadt ein Kooperationsabkommen der beiden Städte Paris und Montevideo, das sich auf die Bereiche der Stadtplanung, des öffentlichen Personenverkehrs, des sozialen Wohnungsbaus, Kultur und Frankophonie bezieht.

## Kultur und Sehenswürdigkeiten

### Theater

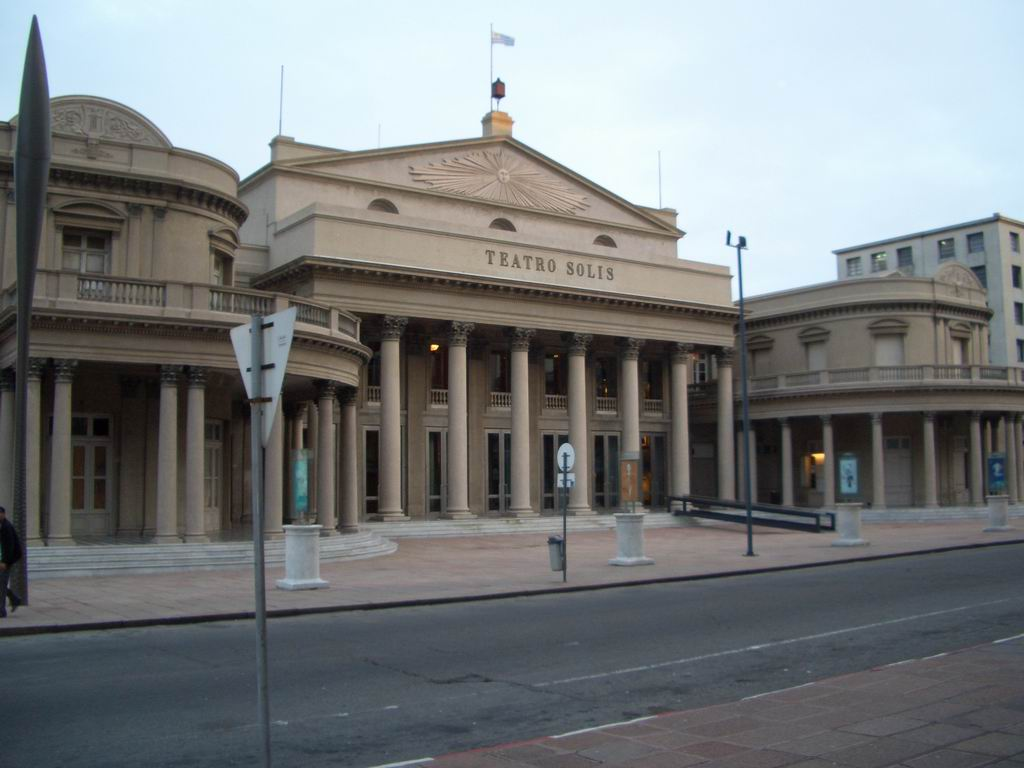
Teatro Solís

In der Stadt befindet sich mit dem Teatro Solís die bedeutendste Landesbühne und zweitgrößte Theater Südamerikas. Auch das Teatro El Galpón ist in der Hauptstadt beheimatet.
Weitere in Montevideo ansässige Theater sind beispielsweise:
- das Teatro Anglo[19]
- das Teatro Agadu[20][21]
- das Teatro Alianza Cultural Uruguay-Estados Unidos Hier werden oft englischsprachige Stücke aufgeführt[22]
- das Gran Teatro Metro[23]
- das Teatro de Verano Ramón Collazo eine halbkreisförmige steile Arena, in der Musik- und Karnevalsaufführungen stattfinden[24]
- das Teatro Circular
- das Teatro Florencio Sánchez

### Museen
In Montevideo befinden sich zahlreiche Museen, bedeutsame Sammlungen und Ausstellungen.
Mit der Geschichte des Landes und der Stadt befassen sich:
- das in der Ciudad Vieja im Cabildo untergebrachte Nationalmuseum für Geschichte (Museo Histórico Nacional)[25]
- das im Barrio Villa del Cerro auf dem Cerro de Montevideo in der dortigen Festung befindliche militärgeschichtliche Museum (Museo Militar General Artigas)[26]
- das Museo del Gaucho y la Moneda im Palacio Heber Jackson in der Avenida 18 de Julio[27]
- das stadtgeschichtliche Museum (Museo Historico de Ciudad)
- die Nationalbibliothek

Einblicke in die Entwicklung der Kunst ermöglichen:
- das Museum der Schönen Künste (Museo Municipal de Bellas Artes „Juan Manuel Blanes“)[28]
- das Museo de Artes Decorativas, das im Palacio Taranco in der Ciudad Vieja untergebracht ist[29]
- das Museo Romántico
- das Museo Torres García, dort sind die Arbeiten des Künstlers Joaquín Torres García (1874–1949) ausgestellt
- das Museum für moderne und zeitgenössische Kunst (Museo de Arte Contemporáneo)
- das Museum für präkolumbische Kunst (Museo de Arte Precolombino e Indígena MAPI)[30]
- das Nationalmuseum der Künste (Museo Nacional de Artes Visuales)[31]

Über naturkundliche, botanische und zoologische Sammlungen verfügen:
- das Naturgeschichtliche Museum (Museo Nacional de Historia)
- das Zoologische Museum (Museo Zoológico Dámaso Antonio Larrañaga)[32]
- das städtische Botanische Museum (Museo Botánico Municipal)
- die Botanischen Sammlungen und Gärten (Museo y Jardín Botánico Prof. Atilio Lombardo)[33]

Weitere Spezialmuseen:
- das Museo del Azulejo, es beleuchtet die Geschichte der dekorativen Wandfliesen und Kacheln
- das Museum zur Geschichte des Karnevals in Uruguay (Museo de Carnaval)[34]
- das Kriminalmuseum (Museo Policial)
- das Luftfahrtmuseum (Museo Aeronáutico)
- das Numismatische Museum (Museo Numismático)
- Museo de las Migraciones

Außerdem befinden sich in Montevideo zwei Planetarien.

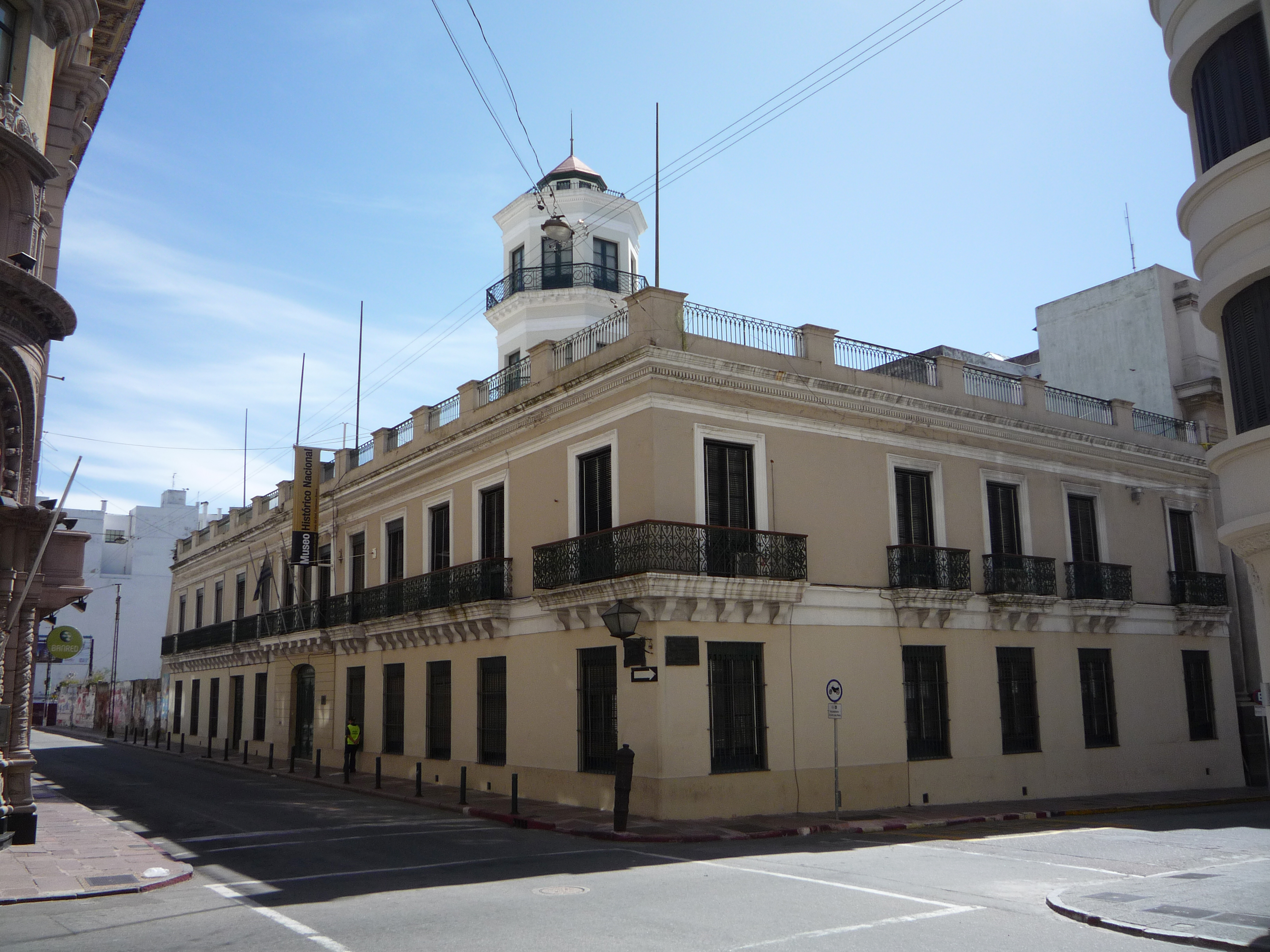
Museo Histórico Nacional
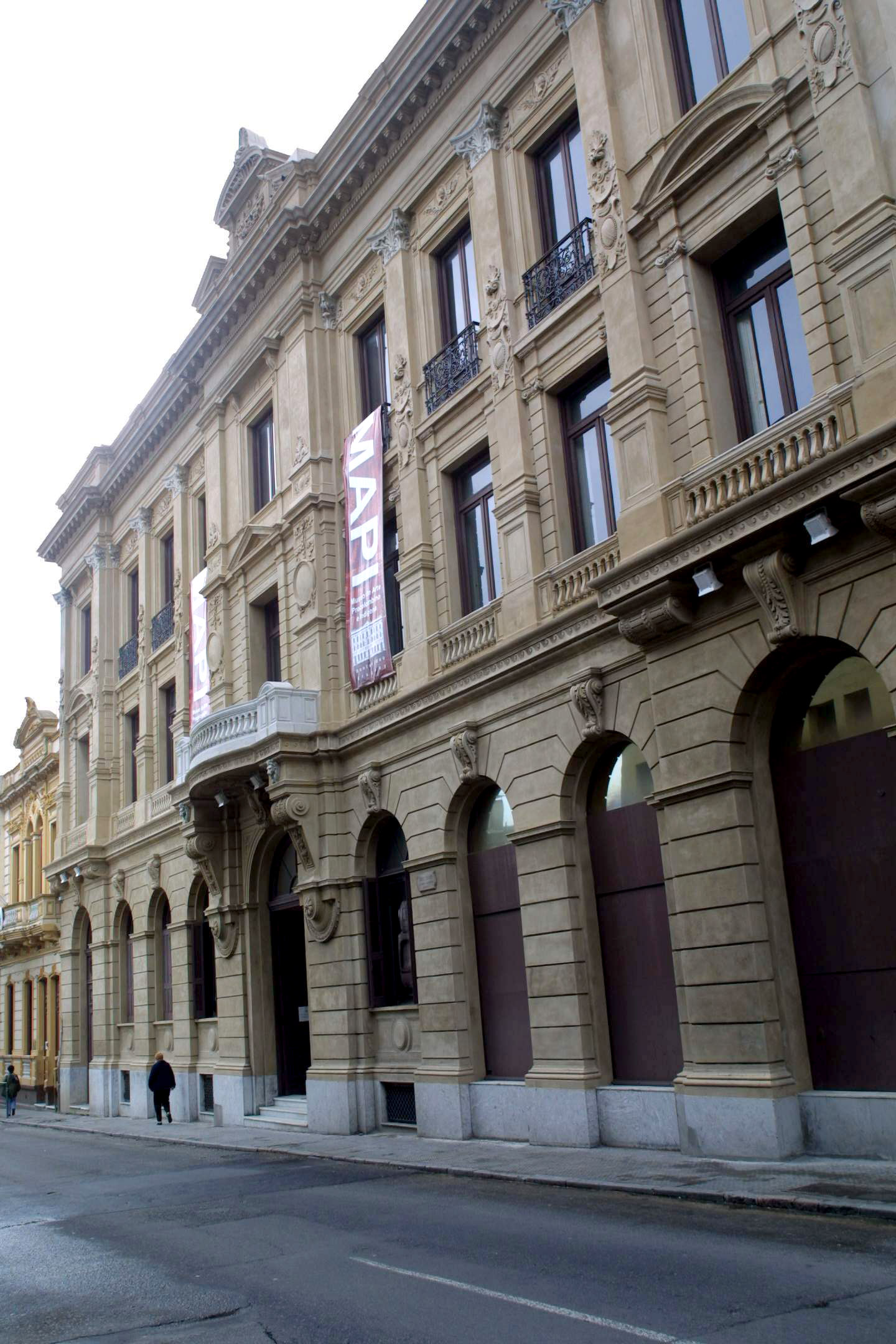
Museo de Arte Precolombino e Indígena
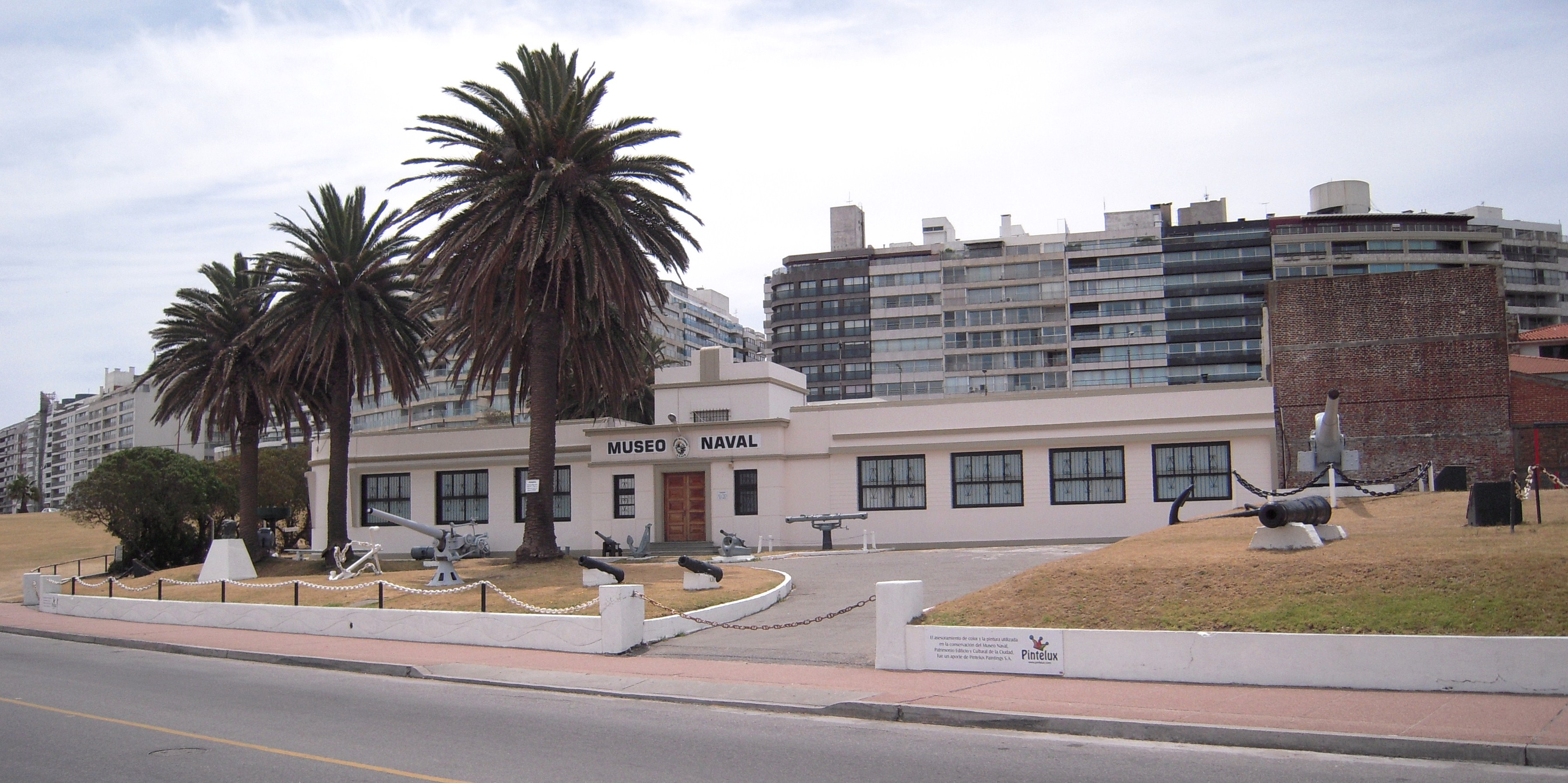
Museo Naval
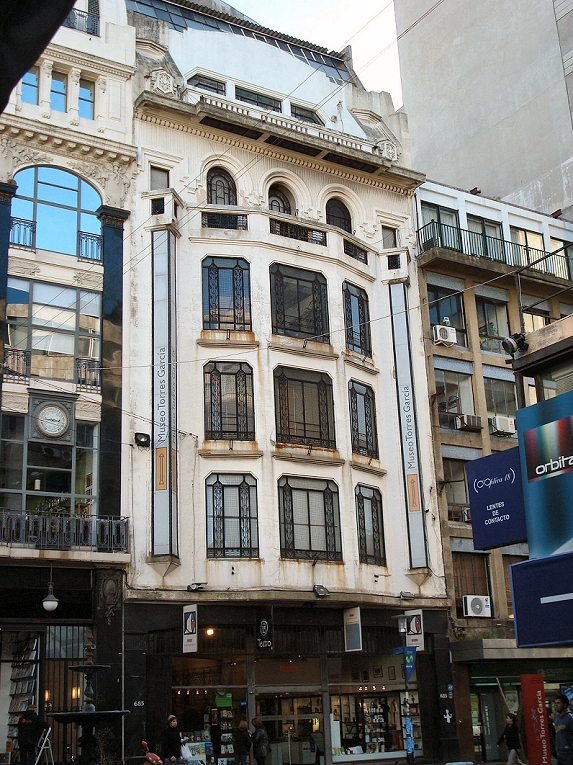
Museo Torres García

### Bauwerke
- das Mausoleum des Nationalhelden José Gervasio Artigas
- das Banco del Plata
- das Banco Inglés de Río de Janeiro
- das Banco Popular del Uruguay
- der Cabildo de Montevideo
- das Casa Barth
- das Casa Agustín de Castro
- das Casa de Oribe
- die Casa Rodríguez
- die Catedral Metropolitana, erbaut zwischen 1790 und 1804
- das Centro Militar (Montevideo)
- das Comercio Merlinsky y Syrowicz
- das Edificio Café Montevideo
- die Edificios Lincoln y Vogar
- das Edificio Sorocabana
- das Edificio San José
- das Estadio Centenario
- die Iglesia de San Francisco
- Junta Departamental de Montevideo (Bauwerk)
- der Mercado de la Abundancia
- der Mercado del Puerto
- der Obelisco a los Constituyentes de 1830, der Obelisk von Montevideo
- der Palacio Chiarino
- der Palacio Estévez, erbaut im 18. Jahrhundert, diente bis 1985 als 'Casa de Gobierno'
- der Palacio Legislativo
- der Palacio Piria
- der Palacio Rinaldi
- der Palacio Salvo
- der Palacio Taranco
- das Plaza Fuerte Hotel
- die Puerta de la Ciudadela, das Tor zur Altstadt, der 'Ciudad Vieja'
- der Torre de las Telecomunicaciones
- der Torre Ejecutiva, der Sitz des Präsidenten von Uruguay
- das Solar de Burgues

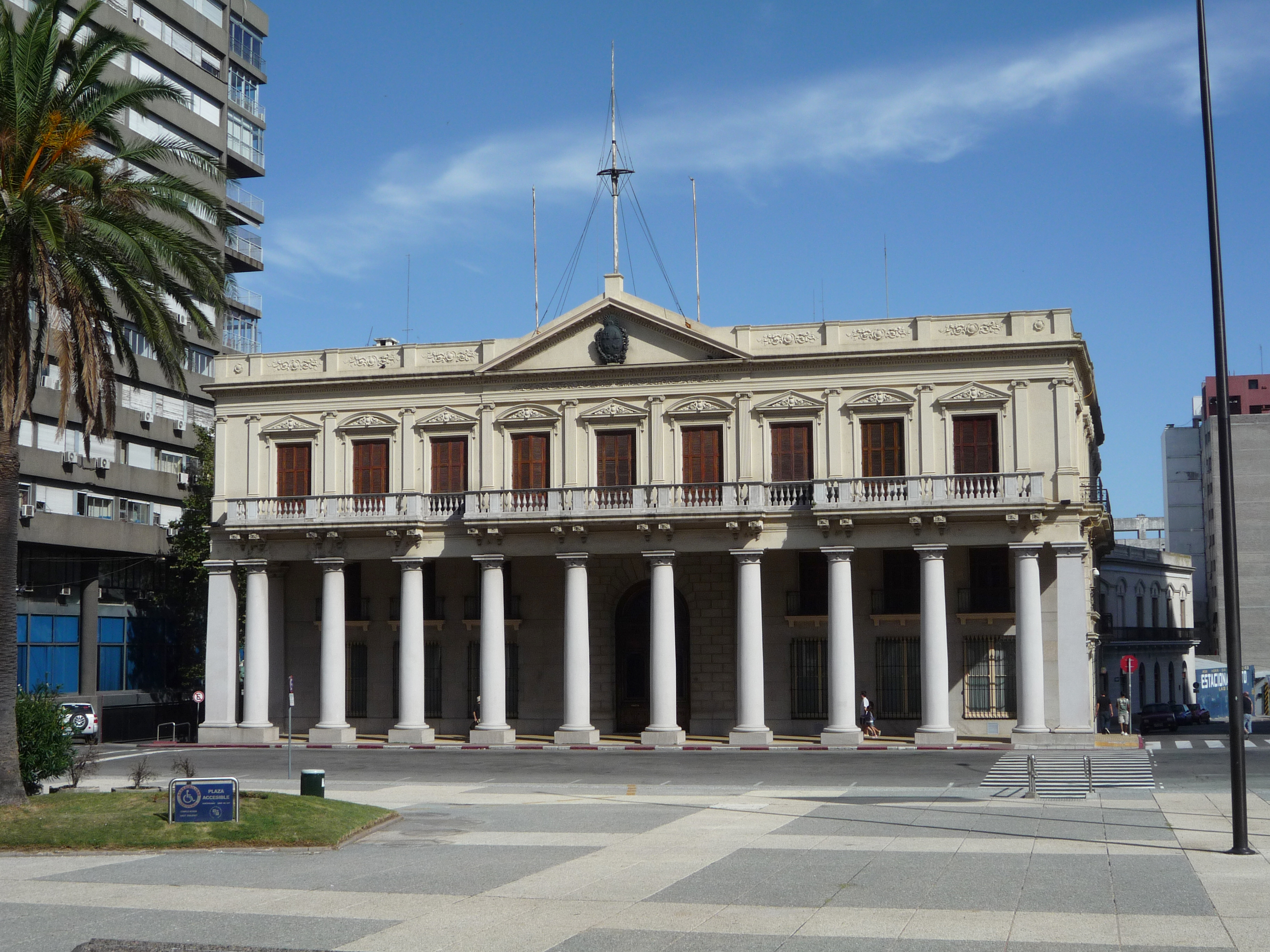
Palacio Estevez
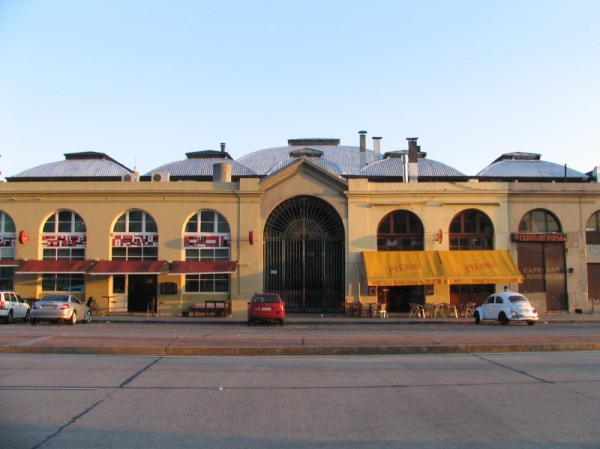
Mercado del Puerto
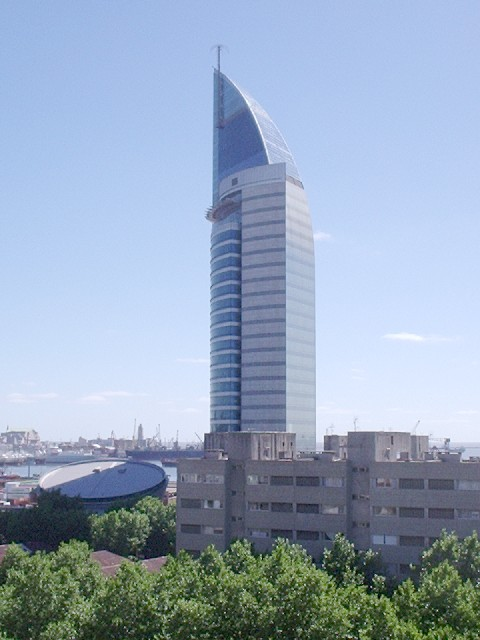
Torre de las Telecomunicaciones
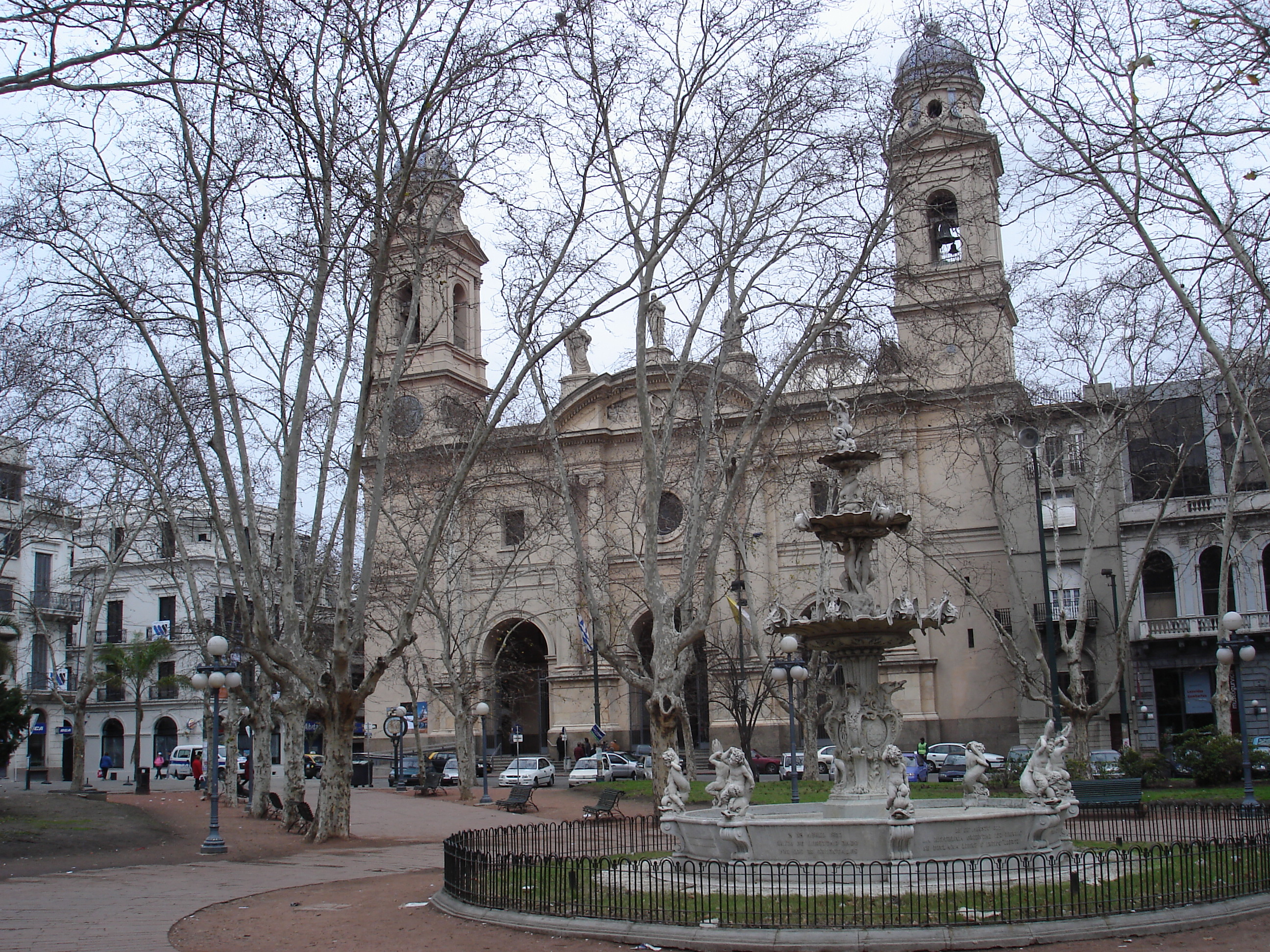
Kathedrale von Montevideo
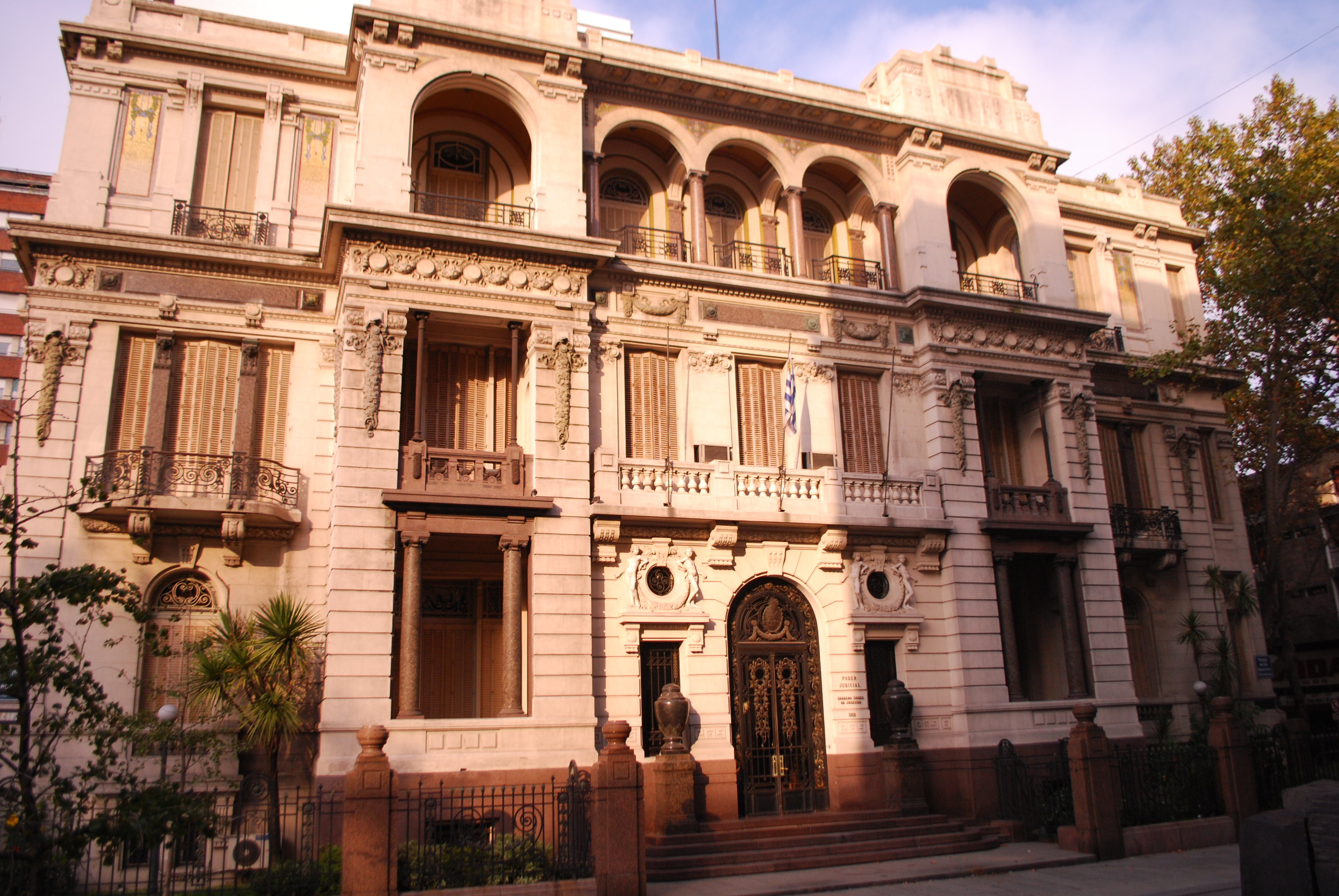
Palacio Piria
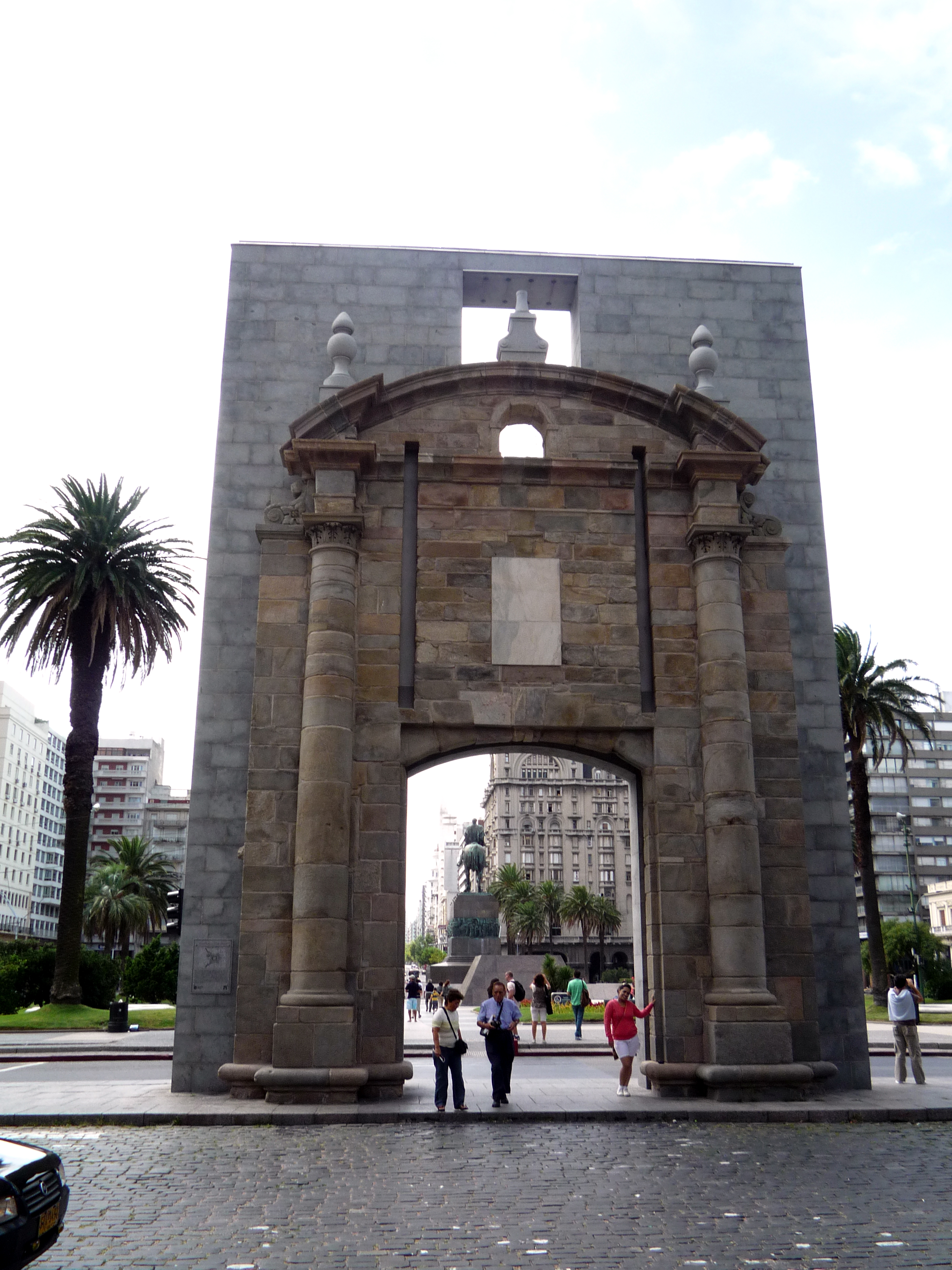
Puerta de la Ciudadela

### Bedeutende Straßen und Plätze
Montevideo wird ausgehend vom ursprünglichen Stadtkern der Altstadt nahezu in einer Art Schachbrettmuster von meist rechtwinklig zueinander verlaufenden Straßen durchzogen, die so die charakteristischen Häuserblocks bilden. Hierbei übernehmen neben der die Stadt an der Küstenlinie umfassenden Rambla einige weitere Straßen die Funktion der Kernachsen Montevideos. Dies sind in erster Linie die das Stadtzentrum im Süden des montevideanischen Departamentos von West nach Ost bis Nordost durchlaufende Avenida 18 de Julio, die schließlich auf den in Punta Carretas an der Rambla beginnenden von Süden nach Norden führenden Bulevar Artigas trifft, der im späteren Verlauf nach Westen abknickt. An der Avenida 18 de Julio, die die Haupteinkaufsstraße der Stadt darstellt, liegen mehrere bedeutende Plätze der uruguayischen Metropole. So findet sich hier etwa die Plaza de los Treinta y Tres, die Plaza de Cagancha oder die Plaza Fabini. Die Avenida mündet schließlich an ihrem westlichen Ende in den wohl wichtigsten Platz Montevideos, die Plaza Independencia.
Weitere wichtige Straßen und Plätze:
- Avenida Libertador
- Plaza de la Constitución
- Plazoleta de la Contraescarpa
- Plaza Zabala

### Parks und Grünanlagen

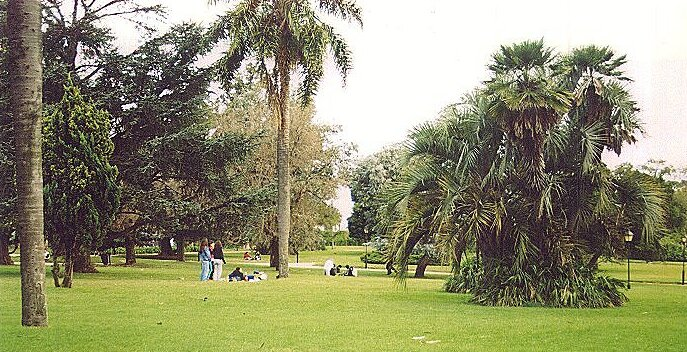
Impressionen vom Prado-Park

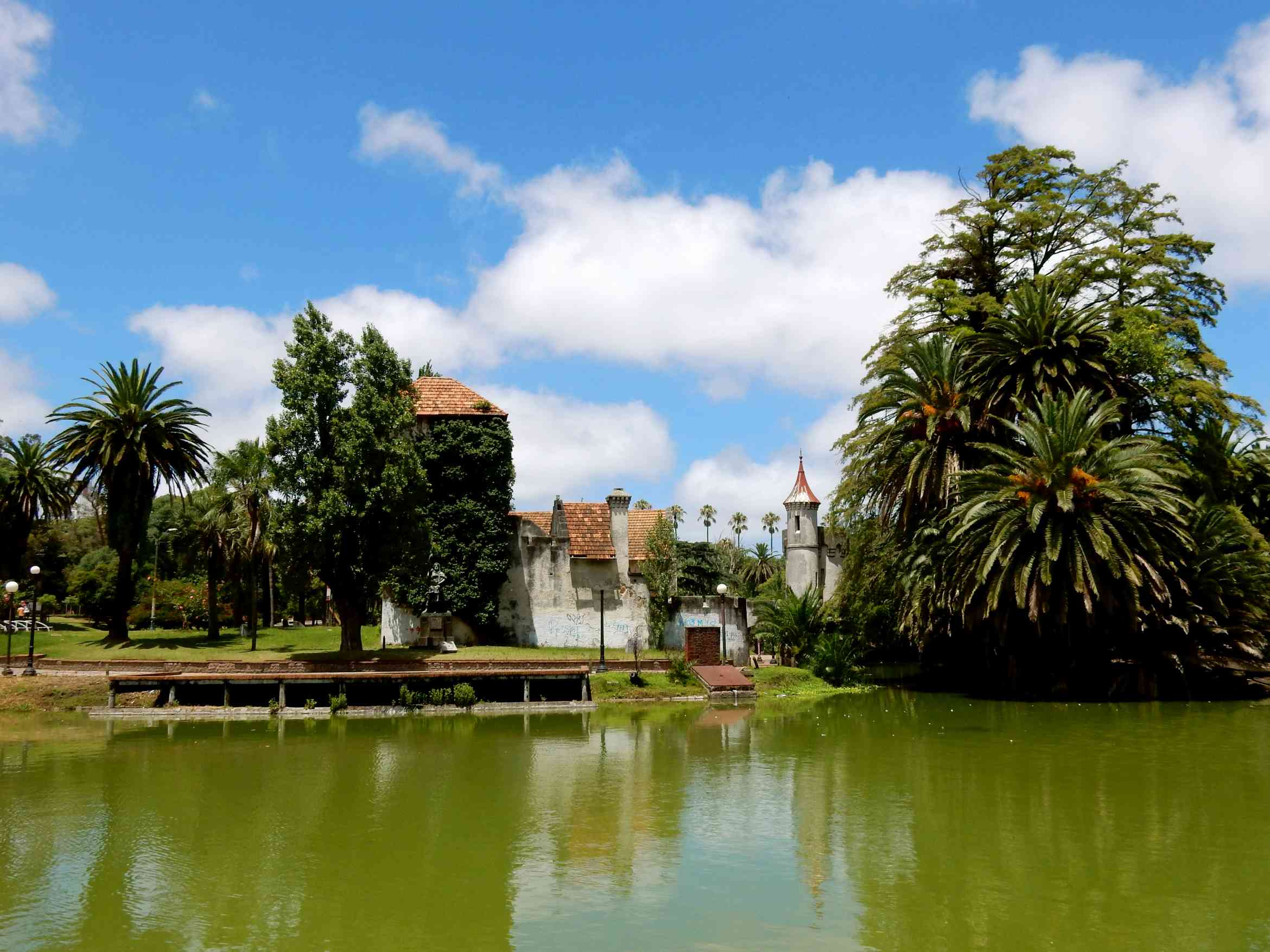
Parque Rodó

Die Innenstadt von Montevideo ist sehr dicht bebaut, daraus leitet sich ein großer Bedarf an Grünflächen und „urbanen Freiräumen“ ab, um sozialen Spannungen entgegenzuwirken und die Lebensqualität dieser Stadt zu bewahren. Die Park- und Grünanlagen entstanden bevorzugt an den Uferpromenaden und in den Randbezirken der Stadt, oft tragen die Parkanlagen den Namen der Stifter – meist vermögende Bürger oder Politiker: Parque Arq. Eugenio Baroffio, Parque Bernardina Fragoso de Rivera, Parque Brig. Gral. Frucoso Rivera, Parque Brig. Gral. Jaúan Antonio Lavalleja, Parque Central, Parque César Diaz, Parque de Golf, Parque de las Instucciones, Parque Dr. Carlos Vaz Ferreira, Parque Dr. Juan Zorilla de San Martin, Parque Férnando Garcia, Parque José Batlle y Ordoñez, Parque José Enrique Rodó, Parque Municipal, Parque Nacional F.D. Roosevelt, Parque Pedro Bellán und der Parque Prado. Auch Friedhöfe – wie der Cementerio del Buceo – und der Tierpark Jardin Zoológia werden als Grünanlagen genutzt.

### Sport und Freizeit
- Jeden Sonntag findet im Barrio Cordón ein großer Flohmarkt statt, die sogenannte Feria de Tristán Narvaja. Weitere der in Montevideo regelmäßig veranstalteten Märkte sind die samstags ausgerichtete Feria Villa Biarritz im Stadtteil Pocitos oder der sonntags in Parque Rodó veranstaltete Markt.[36]
- In Montevideo befinden sich die Stadien Estadio Alfredo Víctor Viera, Estadio Luis Tróccoli, Estadio Gran Parque Central, Estadio Contador José Pedro Damiani, Estadio Luis Franzini und Estadio Belvedere.

Weitere Sportstätten sind
- die Radrennbahn (Velódromo)
- die Pferderennbahn (Hipódromo de Maroñas)
- die Golfanlagen und Yachthäfen der vornehmen Clubs Yacht Club Nautilus und Yacht Club Uruguayo.

Im Stadtteil Buceo liegt ein Yachthafen.

## Religion
Mit dem römisch-katholischen Erzbistum Montevideo ist Montevideo auch ein Zentrum kirchlichen Lebens. Montevideo ist auch Bischofssitz der anglikanischen Diözese Uruguay der Iglesia Anglicana del Cono Sur de América. Deren Mittelpunkt ist der Templo Inglés. Auch die Methodistische Kirche hat mit der Iglesia Evangélica Metodista seit 1903 eine Kirche in der Stadt.

## Wirtschaft und Infrastruktur

### Wirtschaft
Montevideo ist Sitz des Mercosur und der Lateinamerikanischen Integrationsvereinigung (ALADI).
Der größte Teil der fleisch- und wollverarbeitenden Betriebe Uruguays und anderer Sparten der verarbeitenden Industrie hat sich im Ballungsgebiet um Montevideo angesiedelt. Die Stadt besitzt eine bedeutende Fischereiindustrie und einen Hafen, über den ein Großteil des gesamten Außenhandels des Landes abgewickelt wird.
Auch die Wertpapierbörsen des Landes – die Bolsa de Valores de Montevideo und die Bolsa Electronica de Valores de Uruguay – haben ihren Sitz in der Hauptstadt. 

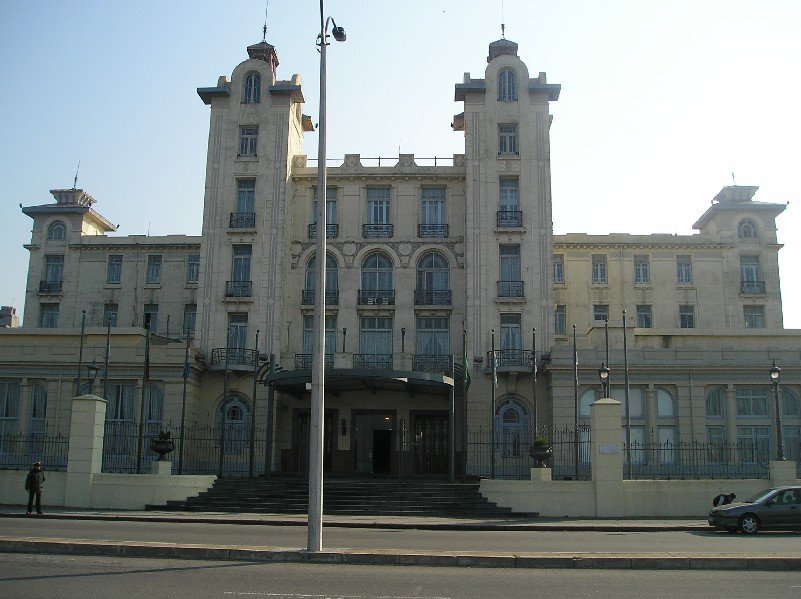
Sitz des Mercosur
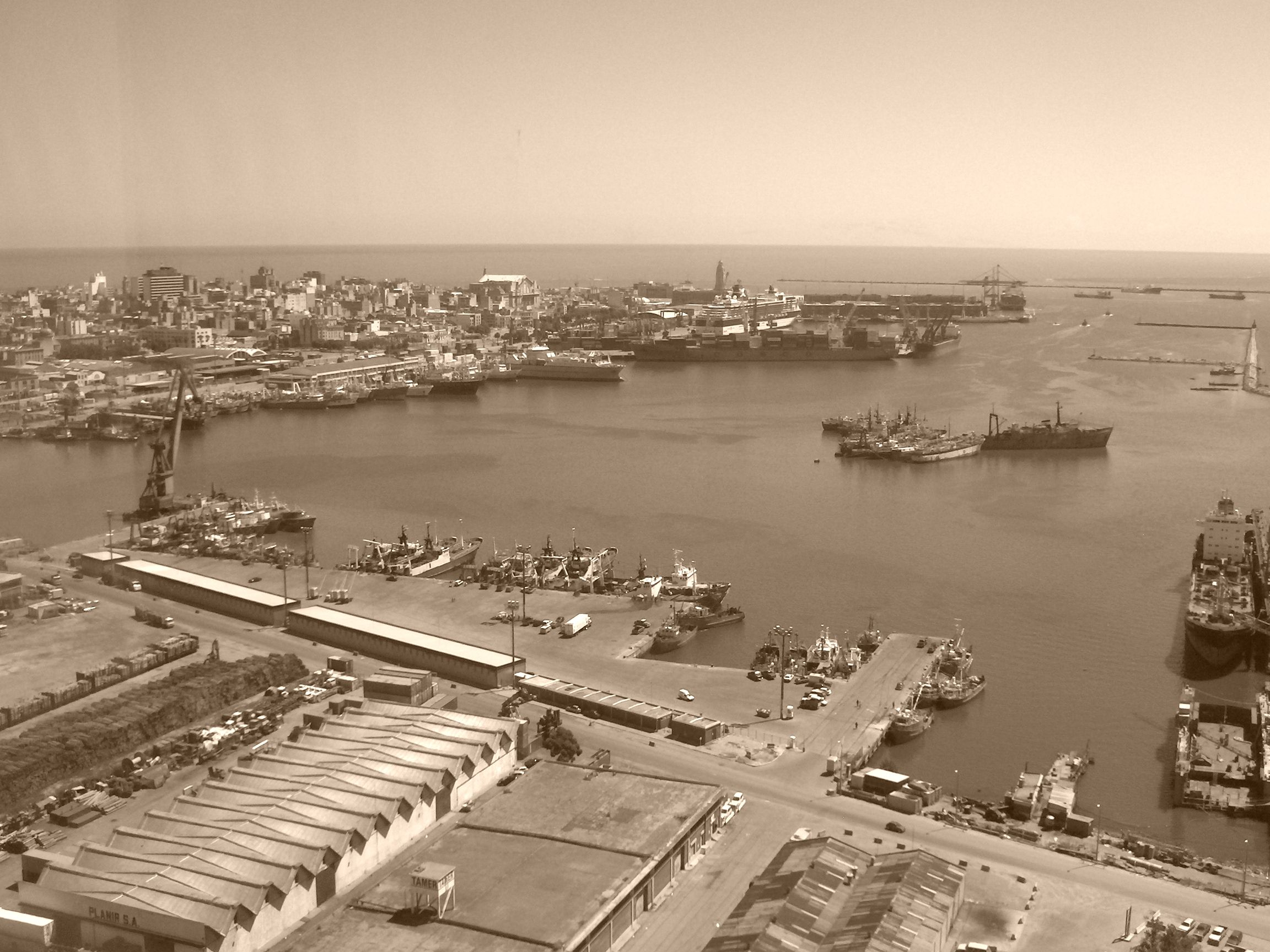
Hafen von Montevideo

Die Stadt, deren kommerzielles Zentrum sich vom Plaza Independencia nach Osten über die Avenida 18 de Julio erstreckt, verfügt zudem über das Stadtgebiet verteilt über mehrere große Einkaufszentren. Dies sind die Shopping-Malls wie das Montevideo Shopping Center, das als erstes seiner Art am Río de la Plata 1985 eingeweiht wurde. Des Weiteren existieren das Shopping Tres Cruces, Portones Shopping und Punta Carretas Shopping.

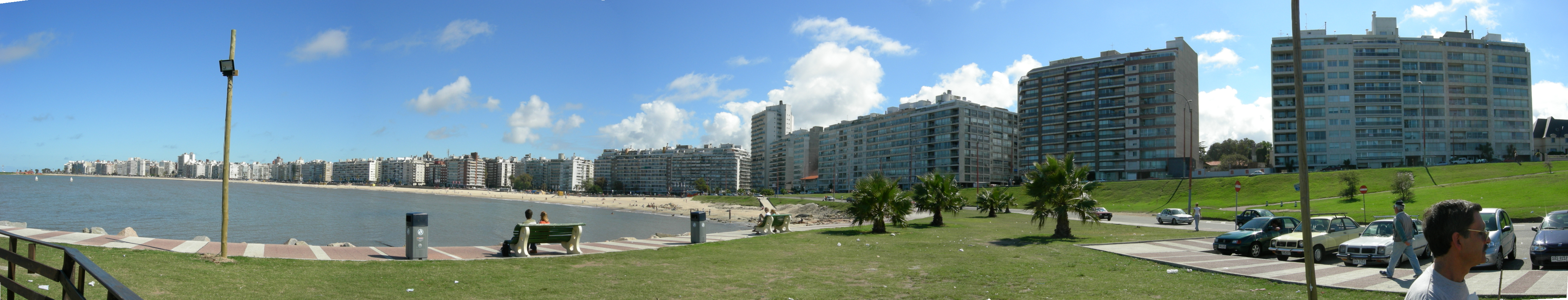
Rambla am Playa Pocitos

Montevideo ist zudem Anziehungspunkt für Touristen, die die nahegelegenen Erholungsorte und deren Strände ebenso besuchen, wie die auch von den Einheimischen frequentierten innerstädtischen Strände, wie etwa den Playa de los Pocitos, den Playa Carrasco, den Playa La Estacada, den Playa Ramirez oder auch die westlich der Halbinsel gelegenen Playa Del Nacional und Playa Del Cerro.

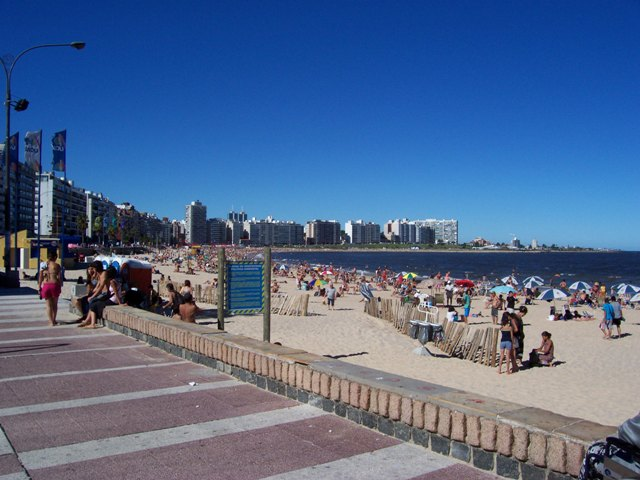
Playa de los Pocitos
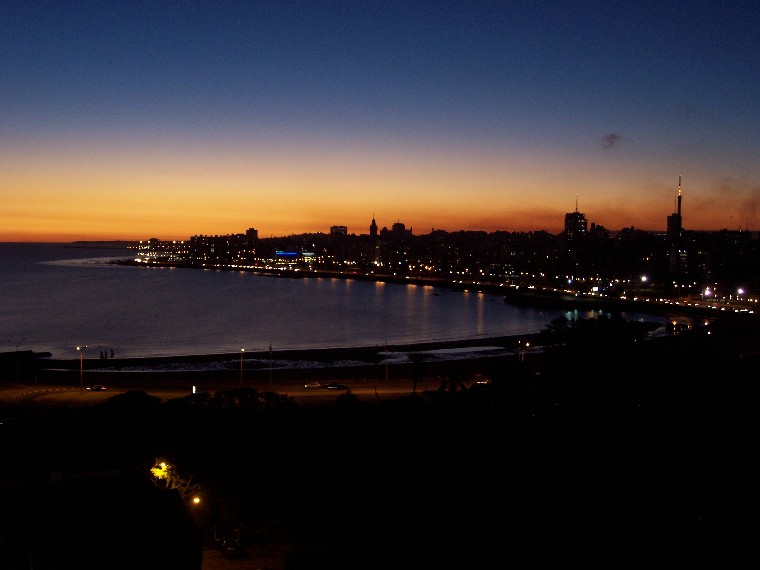
Playa Ramirez
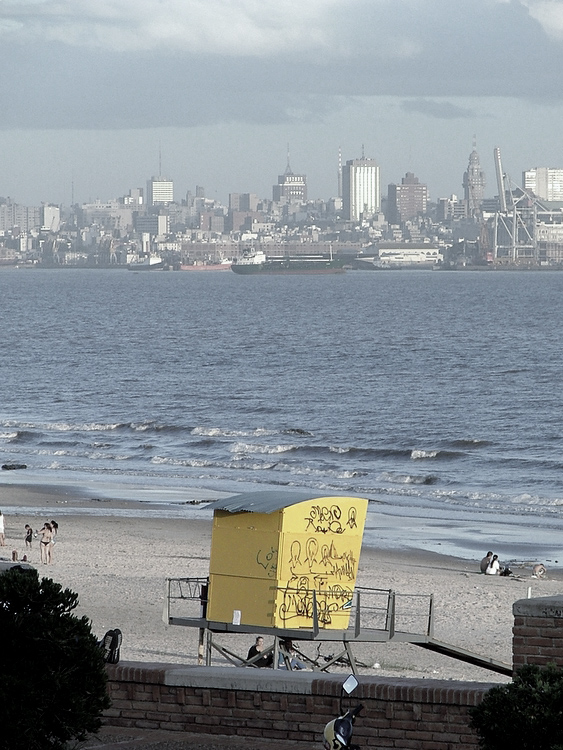
Playa del Cerro
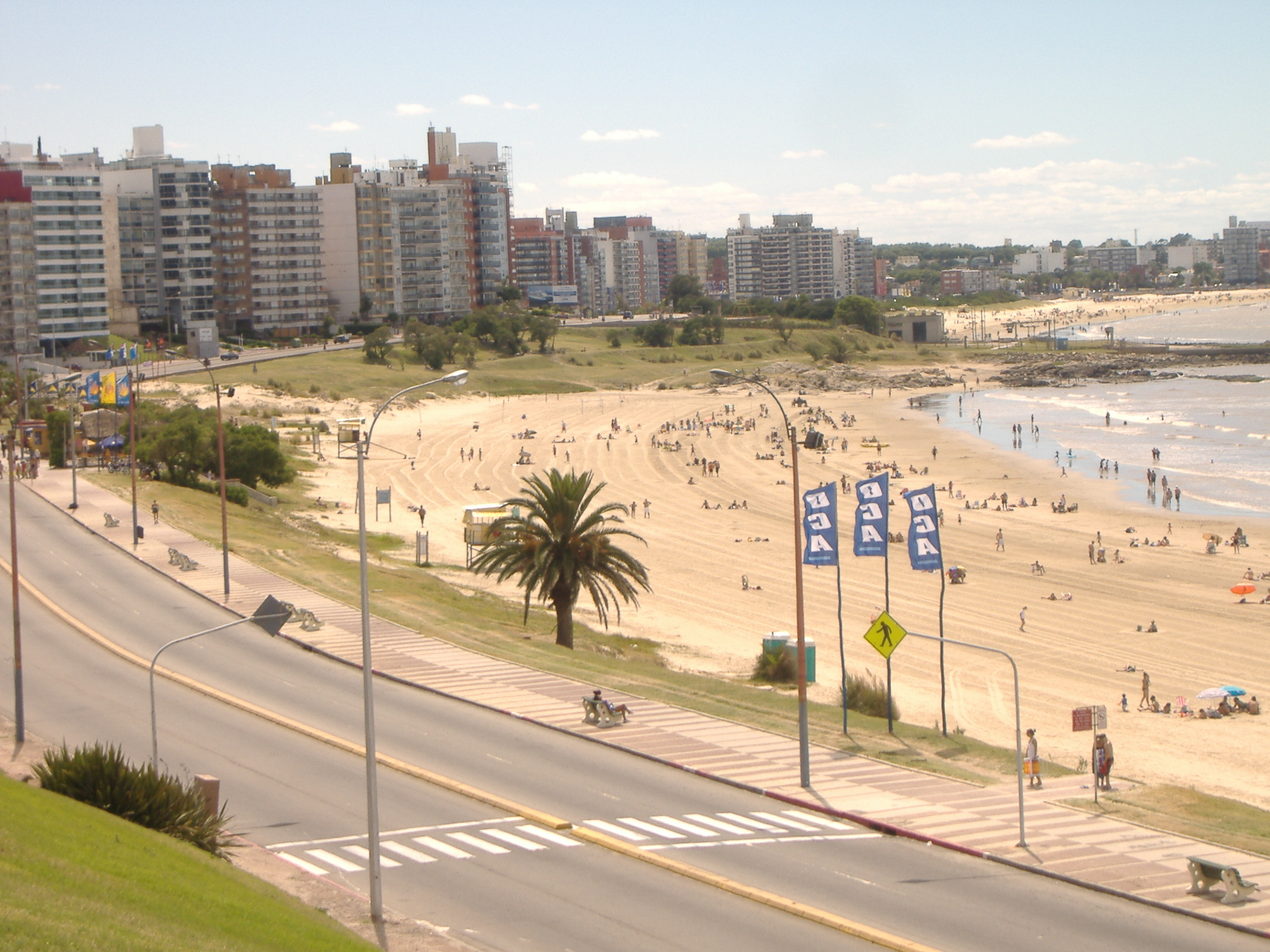
Playa de Buceo

In der von zahlreichen Touristen frequentierten Stadt, für die auf den Straßen Montevideos Teile der Polizei auch explizit als Touristenpolizei gekennzeichnet sind, existiert auch ein aus mehr als 50 Hotels bestehendes umfangreiches Unterkunftsangebot, das insbesondere im Stadtkern und an den der Küstenlinie vorzufinden ist. Zu den bedeutenden, großen Hotels Montevideos zählen etwa das Sheraton Montevideo in Punta Carretas oder das Radisson Montevideo Victoria Plaza Hotel an der Plaza Independencia.

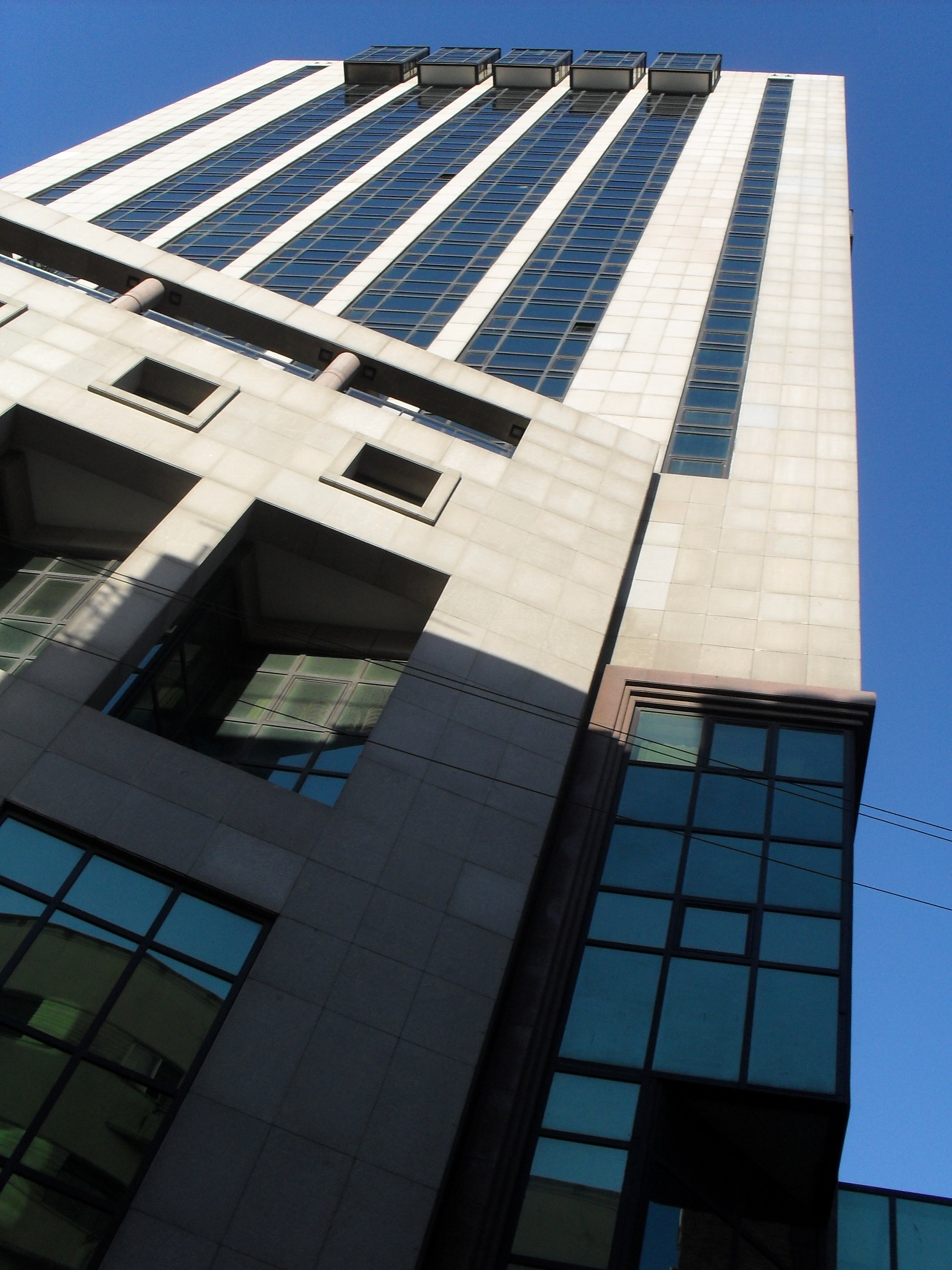
Radisson Montevideo Victoria Plaza Hotel
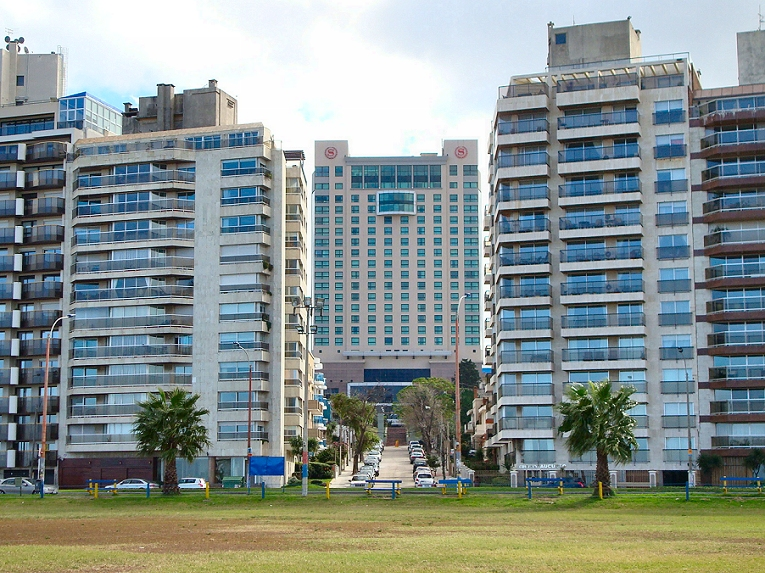
Sheraton Montevideo

Im Gebiet Montevideo wird in kleinen Mengen Wein angebaut.

### Verkehr
Montevideo verfügt mit dem außerhalb der Stadt wenige Kilometer östlich auf dem Gebiet des Nachbardepartamento Canelones gelegenen Flughafen Aeropuerto Internacional de Carrasco über den wichtigsten und größten Flughafen Uruguays.
Von Montevideo führen Eisenbahnstrecken in nördliche und in östliche Richtung. Der alte Hauptbahnhof Estación Central General Artigas wird seit 2003 nicht mehr genutzt.
Der öffentliche Verkehr wird mit Bussen abgewickelt. Im barrio Tres Cruces liegt das gleichnamige Busterminal, von wo aus Personenfernverkehr ins übrige Uruguay und die Nachbarländer angeboten wird. Das Sistema de Transporte Metropolitano ist der Verkehrsverbund im Großraum Montevideo. Die Stadt hat kein schienengebundenes Nahverkehrssystem. Die Machbarkeit einer Stadtbahn wird untersucht.
Vom Hafen Montevideos aus bestehen eine regelmäßige Fährverbindung mit täglichen Abfahrten nach Buenos Aires.

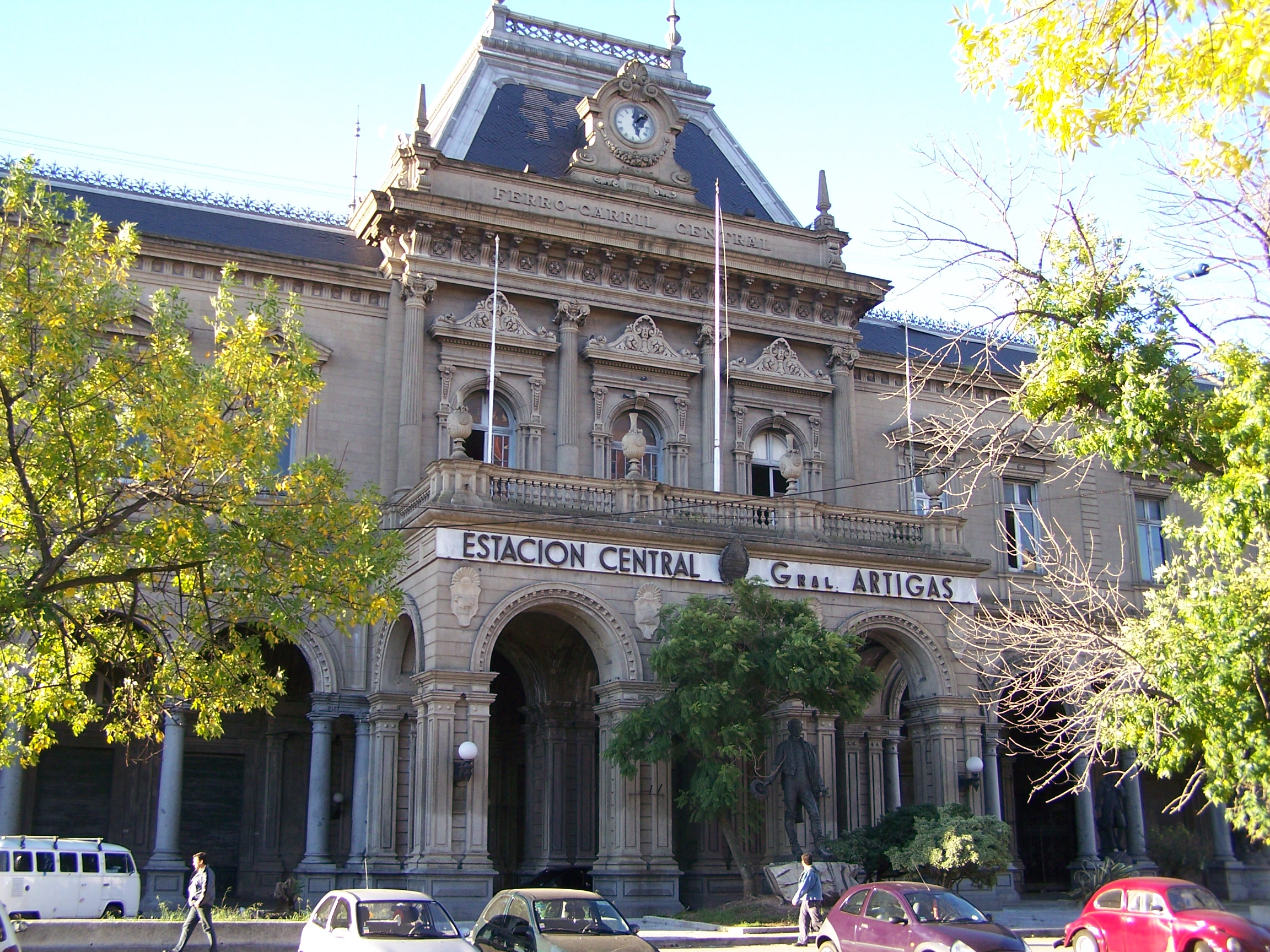
Der alte Hauptbahnhof Estación Central General Artigas in Montevideo
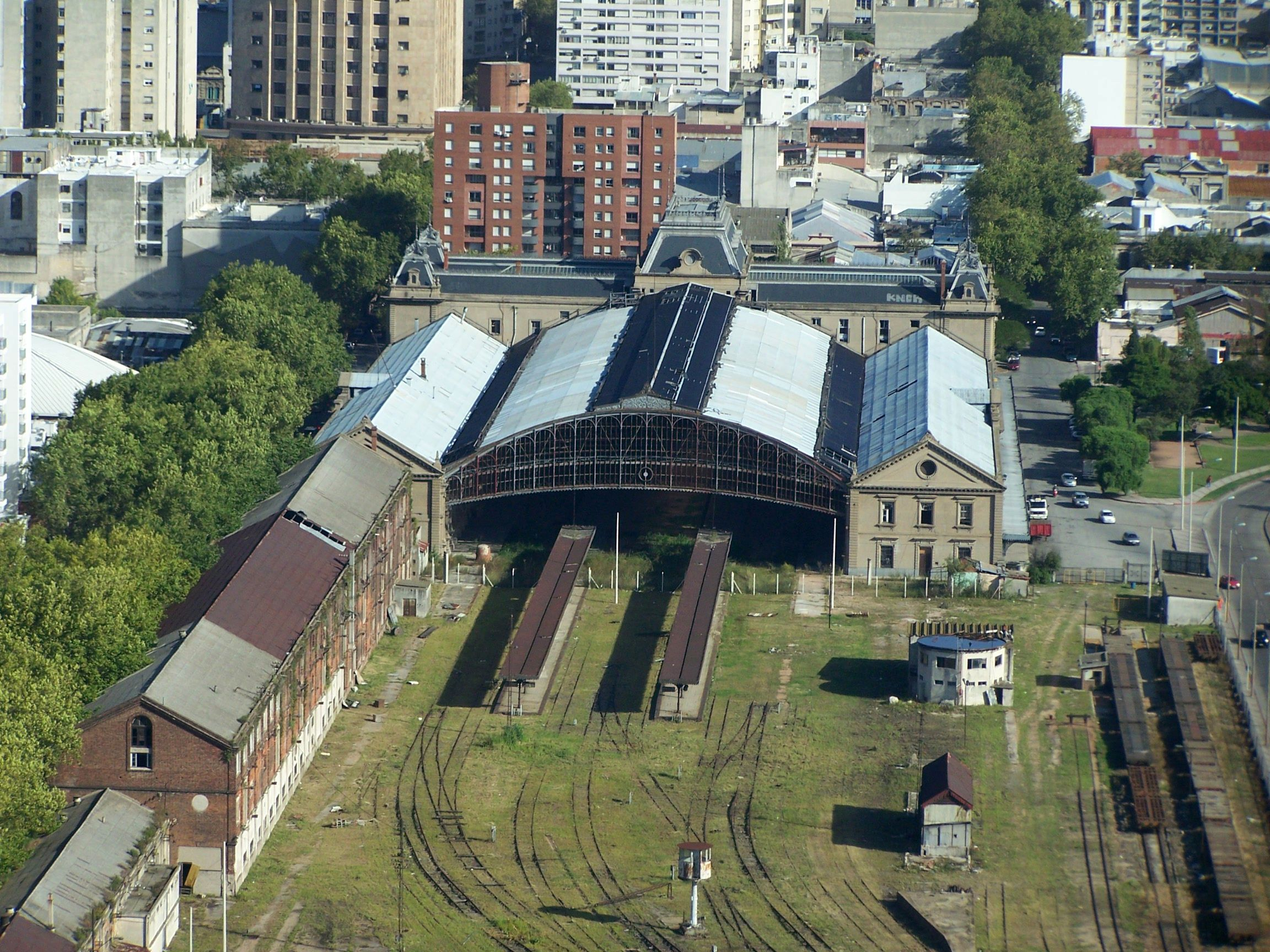
Der Bahnhof vom Torre de las Telecomunicaciones aus gesehen
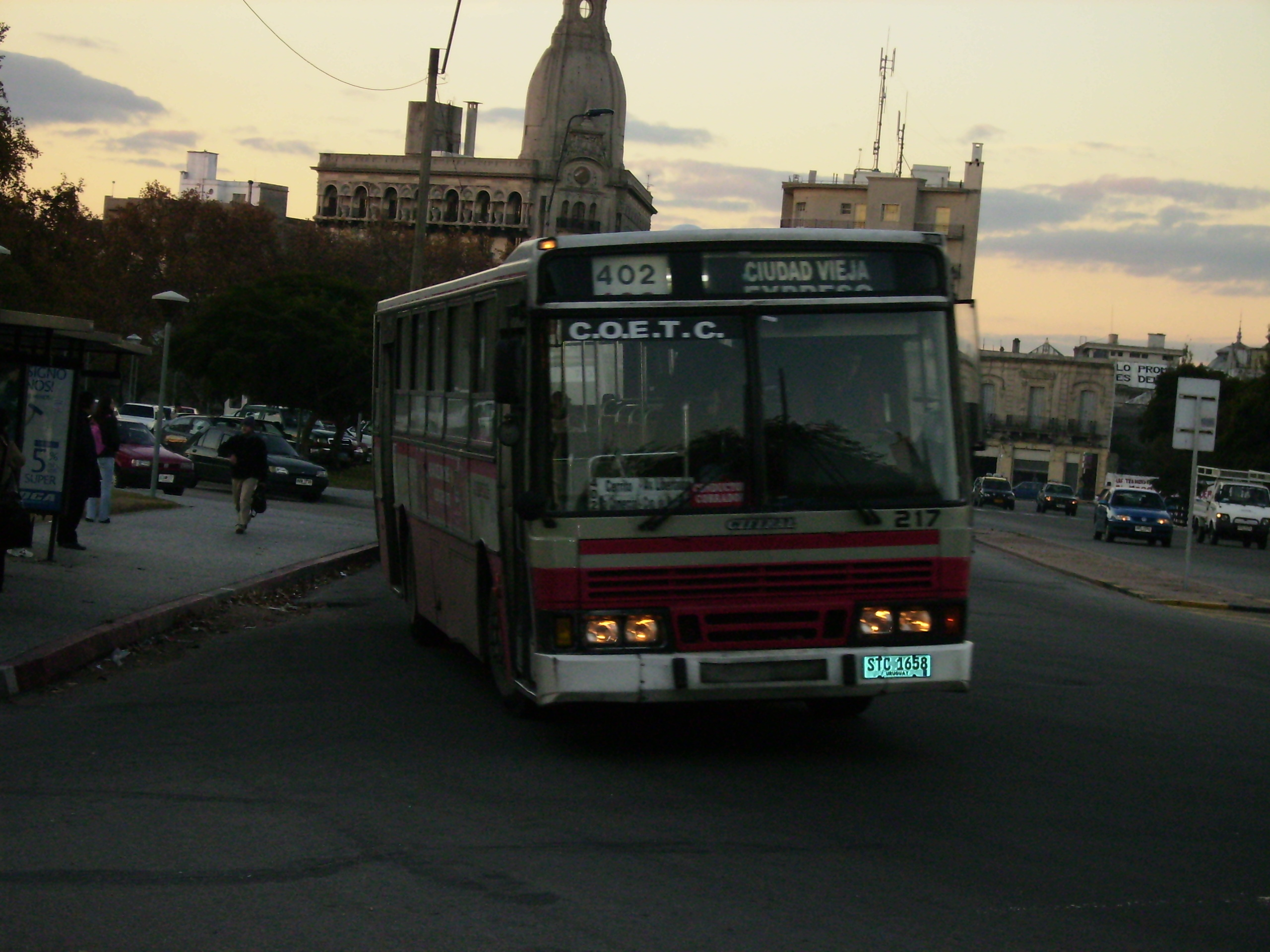
Bus des innerstädtischen Personennahverkehrs
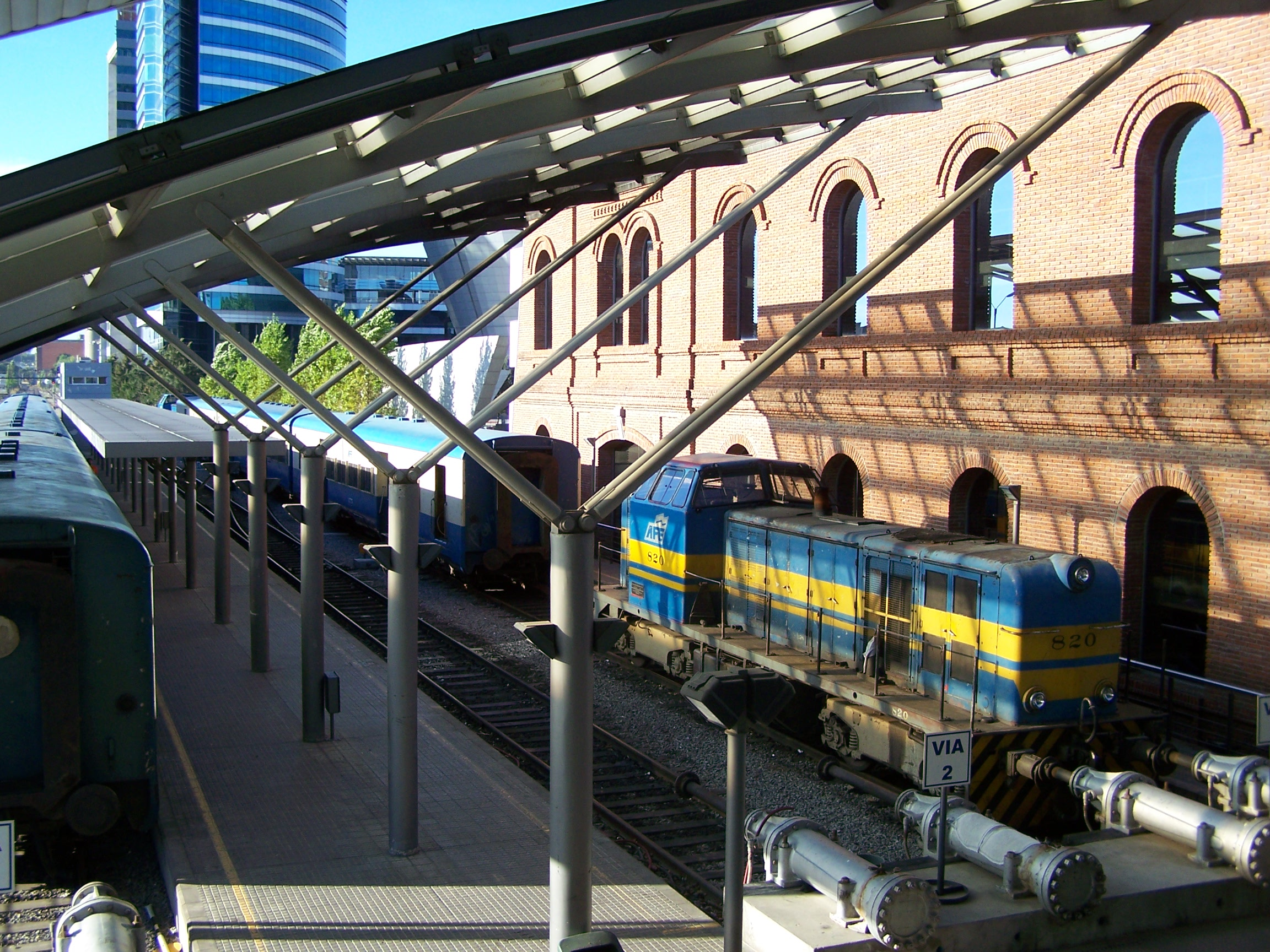
Der neue Hauptbahnhof Montevideos

### Bildung
Montevideo ist das Zentrum der Hochschulausbildung des Landes, hier befinden sich die bereits 1849 gegründete Universität der Republik (Universidad de la República, UdelaR), die Universidad ORT Uruguay, die Universidad Católica del Uruguay Dámaso Antonio Larrañaga, die Universidad del Trabajo del Uruguay, die 1986 gegründete Universidad de Montevideo, die Universidad de la Empresa, die Universidad CLAEH, sowie die Universidad Tecnológica.
Zudem beherbergt die Stadt neben einer Vielzahl anderer Schulen auch eine deutsche Schule.

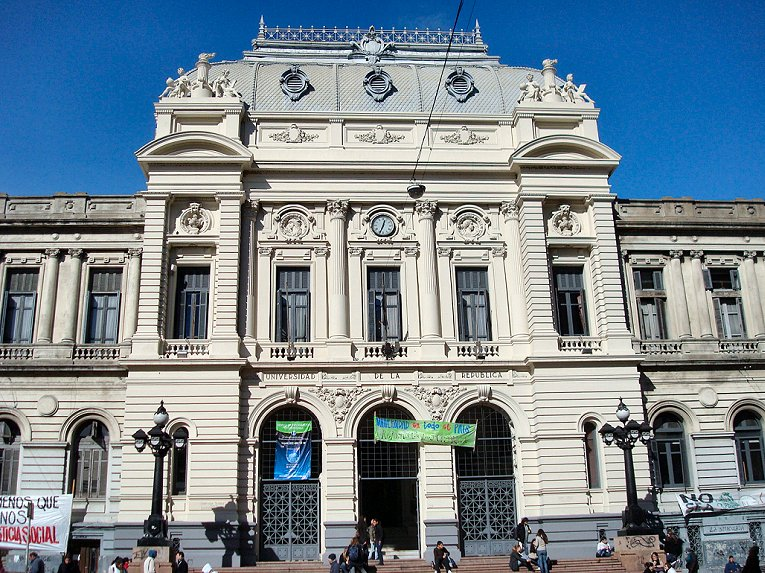
Die Universidad de la República
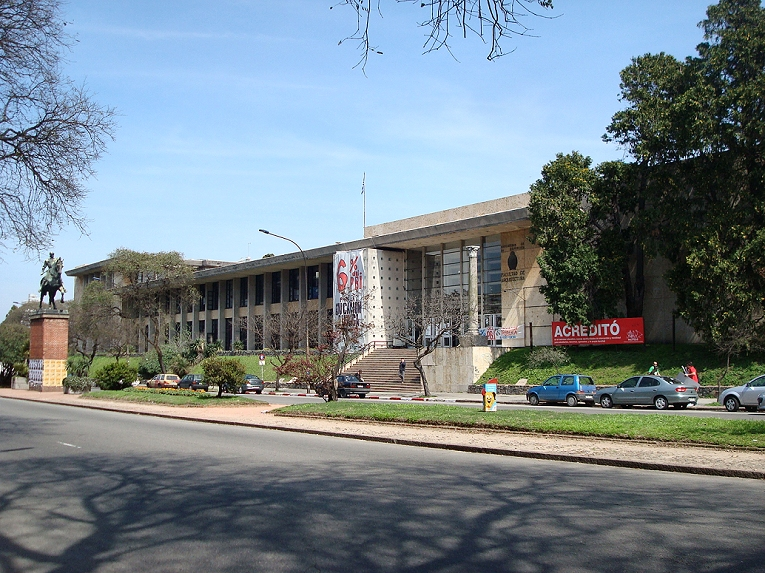
Fakultät für Architektur
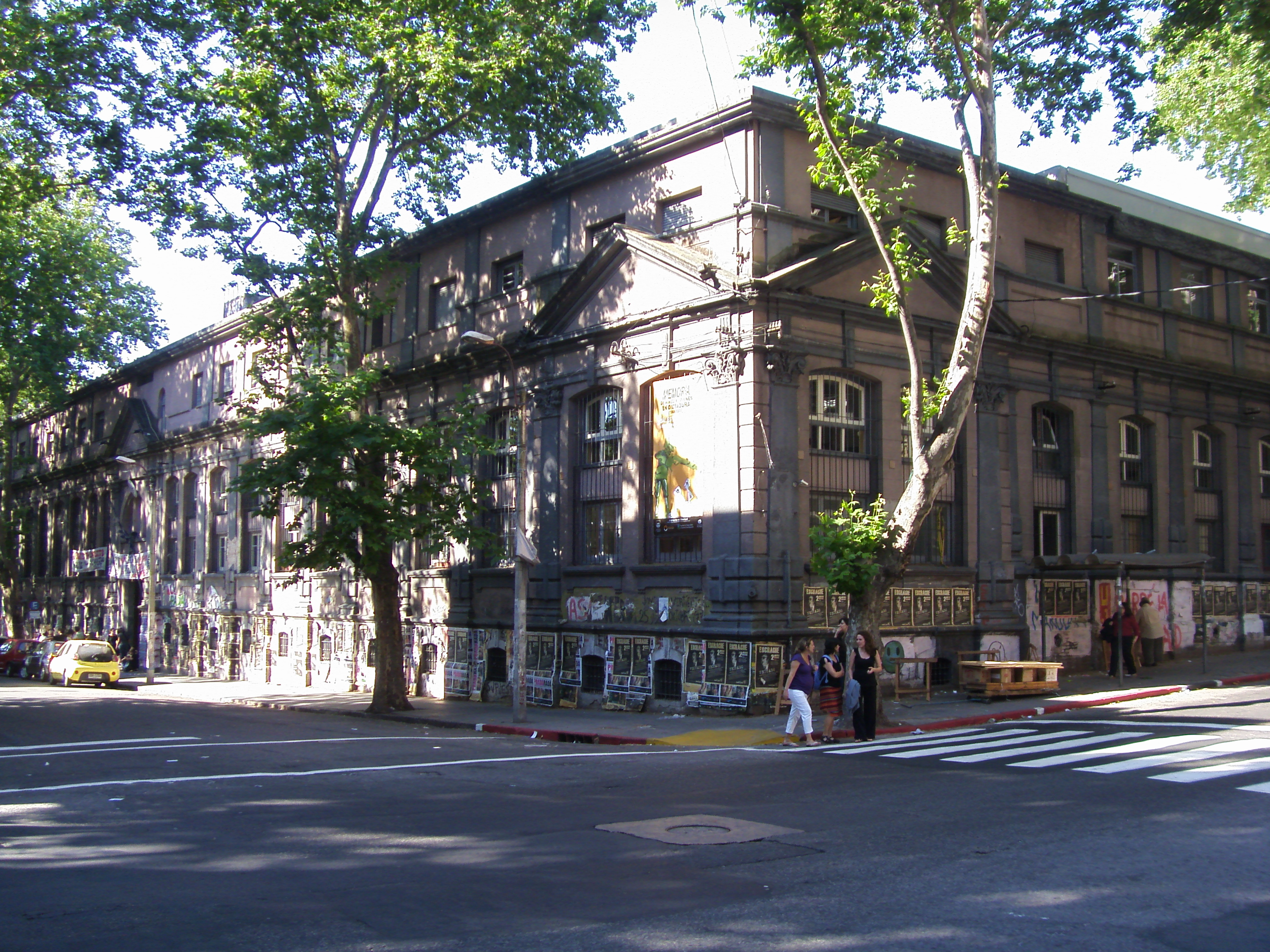
Die psychologische Fakultät
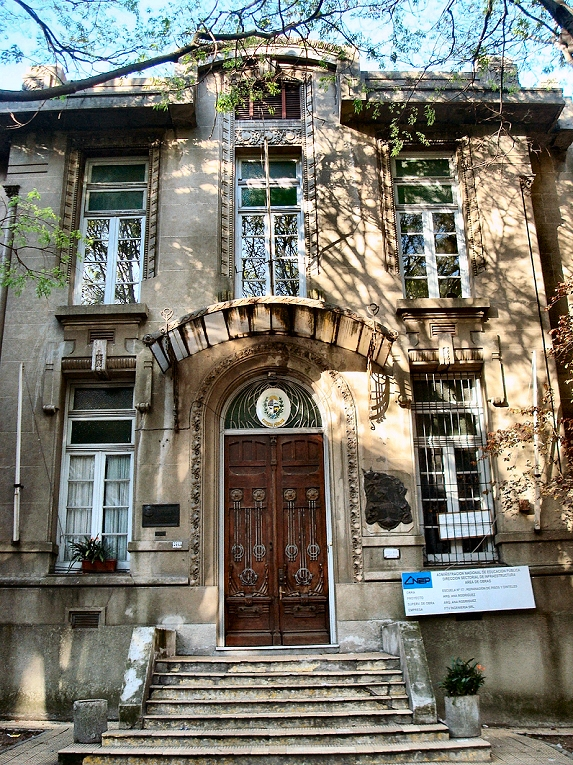
Escuela Brasil in Pocitos

## Sport
Montevideo ist auch in sportlicher Hinsicht die zentrale Stadt des Landes. So stammt etwa der überwiegende Teil der im Profifußball vertretenen Vereine aus der Hauptstadt. So haben neben den beiden dominierenden, großen Klubs des Landes, Nacional und Peñarol, unter anderem die Vereine Central Español, Cerrito, Cerro, Defensor Sporting, Danubio, Fénix, Liverpool Montevideo, Racing, River Plate Montevideo, Rampla Juniors, Montevideo Wanderers, Progreso und Bella Vista ihren Sitz in den verschiedenen Vierteln der Stadt.
Auch die Liga Uruguaya de Básquetbol, die uruguayische Basketballliga, hat ihren Sitz in Montevideo. Auch hier stammt die Mehrzahl der teilnehmenden Vereine aus der Hauptstadt. Zu nennen sind Defensor Sporting, Trouville, Unión Atlética, Capitol, Malvín oder Biguá.